# Camp de Canjuers
Le camp de Canjuers, et son polygone de tir sont des terrains militaires de l'armée de terre française situés dans le Var, en France.
Créé en 1970, avec ses 35 000 hectares de terrain, dont 14 ha de camp bâti, le camp de Canjuers est le plus grand champ de tir d'Europe occidentale. Déjà partiellement utilisé entre les deux guerres, il sert actuellement à l'instruction aux unités françaises et étrangères avec 2 500 personnes permanentes et 10 000 hôtes par an. On y tire 75 000 obus, 1 000 missiles et 1 600 000 projectiles de tous calibres en 330 journées de tir par an. En plus des bâtiments spécialisés, cinq aires de bivouac et des fermes aménagées confèrent une capacité de logement de 5 600 places pour 100 000 hôtes de passage par an. Il est particulièrement destiné à l'entraînement au tir (missiles, artillerie, hélicoptères, chars, etc.). Il est d'ailleurs le seul champ de tir en France permettant les tirs d'exercice de lance-roquettes multiple (LRM).
Le mât de pavillon est une sculpture monumentale de 20 mètres de hauteur réalisée par le sculpteur Francesco Marino Di Teana. En acier Corten, pesant 20 tonnes, il fut édifié à la suite d'un concours 1 %, en collaboration avec l'architecte Louis Schneider.

## Réglementation et accès

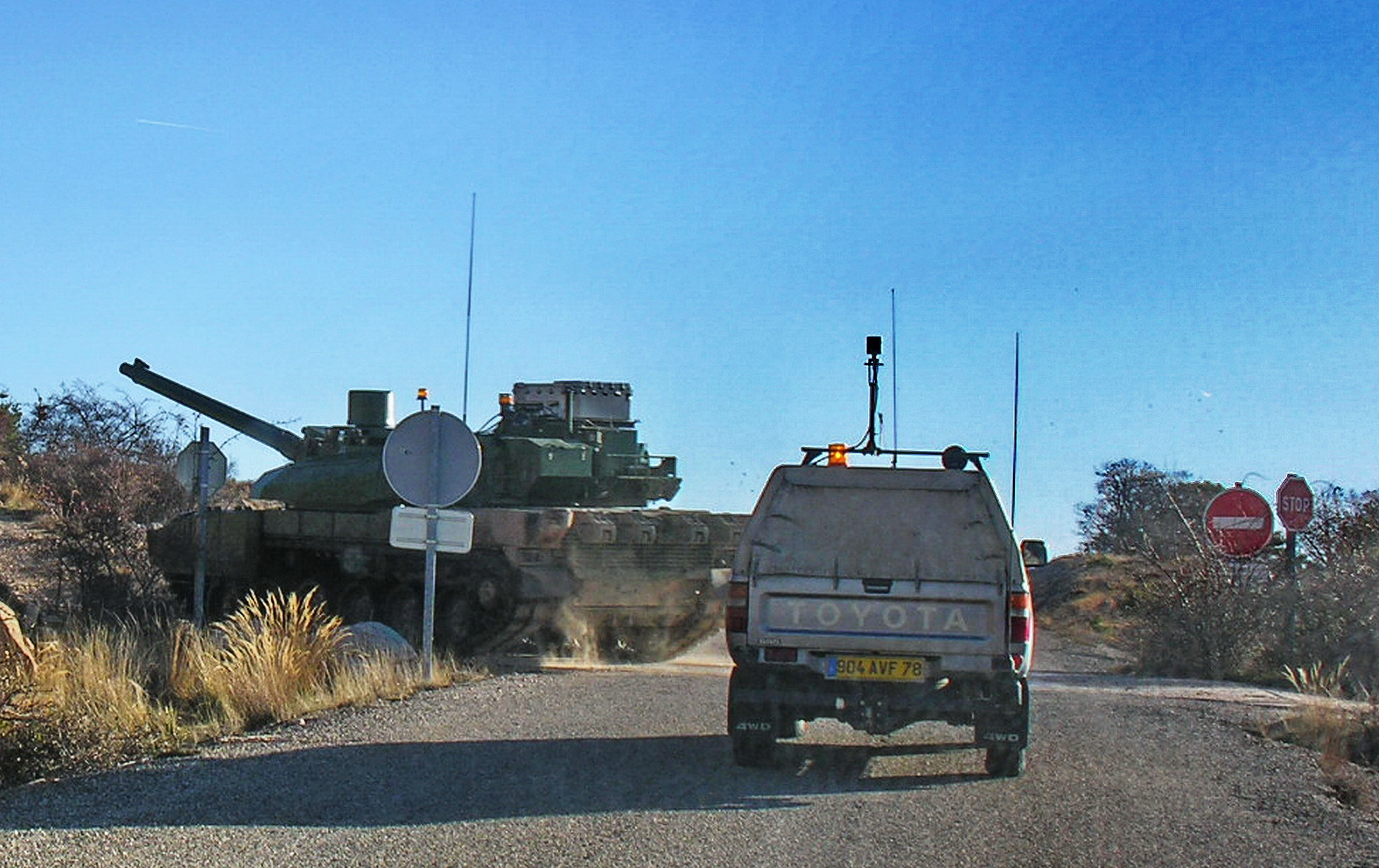
Priorité aux engins lourds.

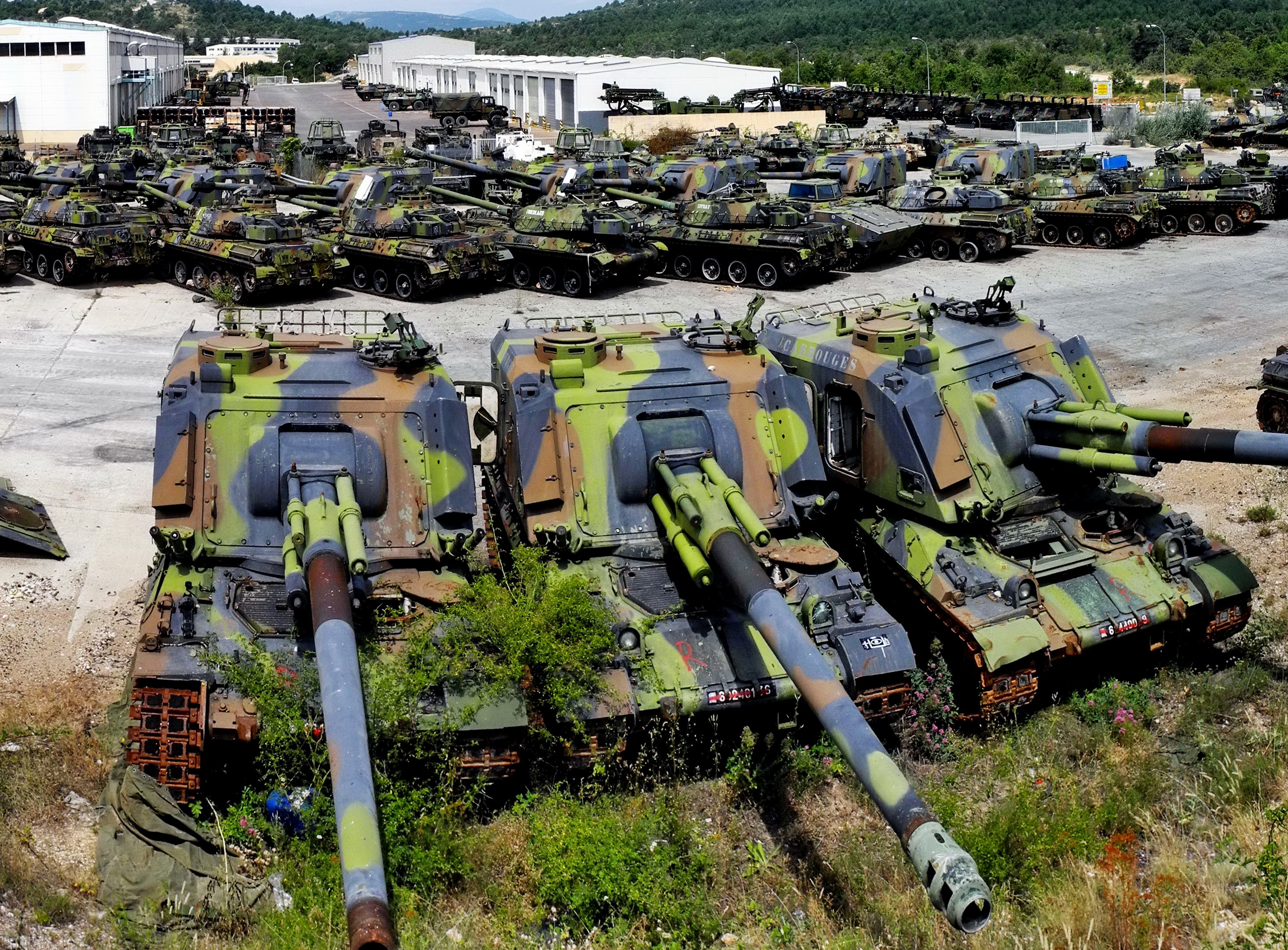
Matériels déclassé sur le camp de Canjuers en 2012. AMX AuF1 au premier plan et AMX-30 au second.

Le camp de Canjuers et son polygone de tir sont des terrains militaires dont l'entrée est contrôlée et strictement interdite au public. Le camp est actif tous les jours de la semaine. Des tirs (chars, missiles sol-sol ou air-sol, fantassins) peuvent y être effectués à tout moment et les restes d'engins explosés, non encore décontaminés ou non éliminés présentent un risque de toxicité variable selon leur nature : selon l'association Pyrophor, la radioactivité peut être élevée à proximité du camp,, mais cette association anti-nucléaire a publiquement démenti dans les colonnes de Nice-Matin, en juin 2015, avoir trouvé de la radioactivité aux abords du site.
Le risque d'incendie y est majeur dès le début de l'été, aggravé en périodes de sécheresse et persistant toute l'année. Le survol aérien est interdit, sauf les jours d'inactivité et du Grand Prix automobile de Monaco (la portée verticale maximum des tirs des chars est de 16 km). Le droit militaire s'y applique en plus du droit civil, et sans minoration de celui-ci (circulation, faune, flore, forêts…).
Le camp est ouvert localement pour les pèlerinages aux habitants des villages dont le terrain a été concédé par l'État, et pour la commémoration annuelle de la Résistance au Clos d'Espargon à laquelle les enfants des écoles participent.
La circulation automobile est autorisée sur les deux voies nord-sud qui le traversent (avec interdiction de quitter la route). Les conducteurs doivent se montrer prudents, particulièrement au niveau des croisements avec les routes ou les pistes de travail où de gros engins peuvent évoluer :
- la N 555 : de Montferrat à Comps passant devant le camp bâti ;
- la D 25 : de Bargemon à Bargème passant à proximité de Brovès.

## Géographie
Le camp de Canjuers est situé sur le massif karstique des Préalpes de Castellane. Il couvre un ensemble de reliefs variés mais principalement représentés par des plateaux et poljés à une altitude moyenne de 900 mètres, dominés à l'est par la montagne du Malay, à l'ouest par le Grand Margès et bordés au nord par le Verdon et ses gorges ; parmi ces plateaux les plus notables figure le plan de Canjuers, à l'extrémité occidentale du camp militaire.
L'Artuby, affluent du Verdon, circonscrit une enclave au centre-nord délimitée par un canyon difficile à franchir.
La Nartuby prend sa source sous le Camp bâti et file vers le sud pour rejoindre l'Argens.

## Historique du camp

### La résistance
Une centaine de maquisards ont évolué dans le secteur du Malay, y formant le camp Lafayette (SAP), et furent surtout actifs lors du débarquement de Provence, lors des parachutages nocturnes qui portaient les noms de code suivants,, :
- César : (sud-est de Brovès) 1 succès, 5 échecs. « L'omelette brunit sur le feu » et « La carpe pond des œufs » ;
- Cicéron : (sud-est de Comps) 2 succès, 8 échecs. « Aucune femme n'est curieuse » et « Les plombs ont sauté » ;
- Prisonnier (Mons-Brovès) 3 succès, 2 échecs. « Le salut est bien militaire » et « Les gravures sont archivées » ;
- Sabotage du pont entre Comps et Vérignon ;
- 1943 : les FTP (4e compagnie de Provence) évoluent au Malay puis se retranchent sur Draguignan ;
- Le 2 août 1944, la Wehrmacht monte une expédition contre le maquis Malay sans résultats, sauf les granges et les maisons brûlées ;
- Un autre maquis se trouvait dans le secteur du Grand Margès : l'avion abattu dans le secteur de Mocrouis-Coreiasse n'a jamais été retrouvé ;
- Les maquis du Malay : maquis Vallier, FTP, section atterrissages-parachutages ou SAP, du camp Lafayette[11].

|                                                           |                                 |                                   |
|                                                           |                                 |                                   |
| Cérémonie annuelle du Clos d'Espargon (Camp de Canjuers). | La stèle avant son déplacement. | Le drapeau du SAP camp Lafayette. |

### Processus des expropriations
La superficie de l'emprise militaire est de 34 652 hectares répartis ainsi :
- Aiguines : 7 567 sur 11 559 ha (total de la commune)
- Ampus : 3 790 / 8 279 ha
- Bargème : 250 / 2 795 ha
- Bargemon : 1 355 / 3 514 ha
- Bauduen : 1 325 / 5 190 ha

- Brovès : 3 405 / 3 405 ha
- Châteaudouble : 1 843 / 4 091 ha
- Comps-sur-Artuby : 3 985 / 6 340 ha
- La Roque-Esclapon : 1 163 / 2 968 ha
- Montferrat : 2 001 / 3 401 ha

- Mons : 1 672 / 7 663 ha
- Seillans : 1 885 / 5 385 ha
- Trigance : 1 780 / 6 060 ha
- Vérignon : 2 606 / 3 690 ha

Les landes et parcours constituent 19 138 ha (soit 55 %), les bois 13 668 ha (39 %) et les terres cultivables 1 654 ha (6 %).
Sont concernés 270 habitations recensées, 1 032 propriétaires de terrain reconnus, 104 non identifiés ; 300 habitants résidents, dont 70 à Brovès ; également 19 700 moutons, 7 444 chèvres et 51 bovins.
Les acquisitions se font à l'amiable pour 29 954 ha, et par décision judiciaire pour 2 953 ha. 1 742 ha sont déjà propriété de l’État.
Les indemnités sont en moyenne de 1 738 francs/ha : ce prix moyen de rachat a été plutôt bien accepté, seules douze des 108 exploitations se sont réinstallées. Ce sont les chasseurs qui ont résisté le plus longtemps et le plus bruyamment.
Le coût total des acquisitions est de 65 millions de francs, réparti comme suit : 
- Département : forêts et voiries : 6 650 000 FRF ;
- Transfert de Brovès : 2 500 000 FRF ;
- Expropriations  judiciaires : 5 570 000 FRF.

### Chronologie de la création
- 1950 : délimitation d'un champ de tir (Canjuers-Est)[12]
- 1955 : mise en étude d'un projet de 35 000 ha
- 1962 : lancement du projet
- 1963 : 28 avril : Pompidou déclare à Toulon : « tout est signé pour Canjuers »
- 1964 : 14 septembre déclaration d'utilité publique
- 1969 : début des travaux, création de la 40e compagnie de camp
- 1970 : début des travaux du camp bâti
- 1971 : création du 61e bataillon mixte de génie Légion (61e BMGL)
- 1972 : création du 40e groupement de camp
- 1973 : arrivée du CPCIT
- 1974 : fin des expropriations
- 1976 : installation de l'École d'application de l'artillerie à Draguignan et du 60e RA à Canjuers
- 1984 : création du 3e CT/ 31e régiment du génie
- 1998 : création de la garnison de Canjuers, regroupant le 21e régiment d'infanterie/21e régiment de groupement de camp, le 1er régiment de chasseurs d'Afrique (ou 1er RCA), le 3e régiment d'artillerie de marine, un détachement du 45e régiment de transmissions et le Centre d'instruction missiles.

### Construction

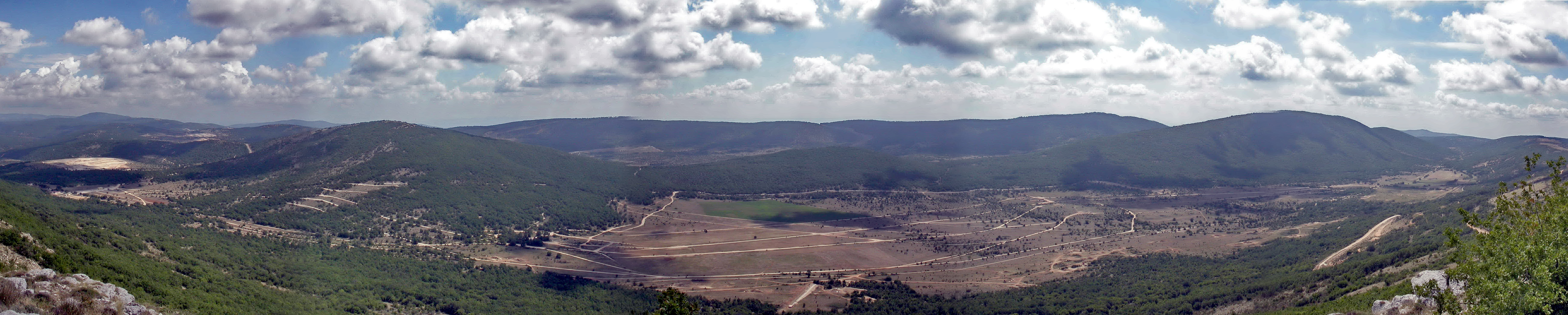
Camp de Canjuers : le site de Lagne.

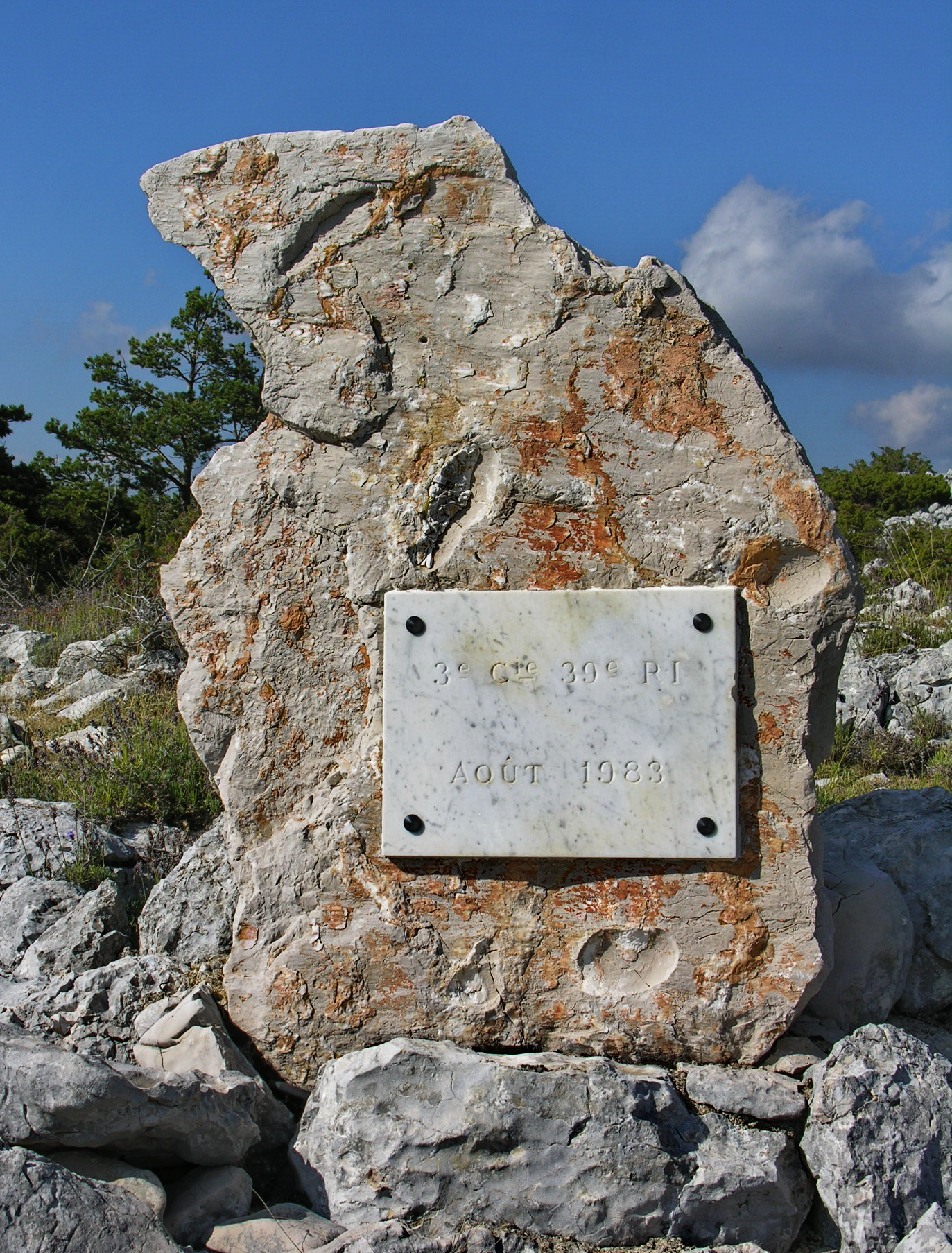
Stèle du 3e Génie au sommet du Malaye.

Devant l'ampleur de la tâche, les moyens de la Légion (la compagnie de pionniers  du 1er régiment étranger) et du Génie (CTL 5/2 (compagnie de travaux lourds) du 150e bataillon de travaux lourds du 5e régiment du génie de Versailles, et 306e compagnie du 7e génie d'Avignon), sont regroupés en un seul corps, le 61e BMGL (bataillon mixte de génie légion), créé le 1er janvier 1971.
Quelques chiffres :
- 6 000 000 m3 de terrassements ;
- 8 000 000 m3 de matériaux transportés ;
- 4 000 000 m3 de matériaux concassés ;
- 110 km de routes, dont le « périphérique » ;
- 400 km de pistes ;
- 50 passages bétonnés pour chars ;
- 4 aires de bivouac.

### Commandants successifs
- 1969-1973 : colonel Billon
- 1974-1978 : col. Sirvent
- 1978-1981 : col. Taithe
- 1981-1984 : col. Ritz
- 1984-1987 : col. Antoine
- 1987-1991 : col. Nicolaï
- 1991-1993 : col. André
- 1993-1995 : col. Mounier
- 1995-1998 : col. Rommelaère
- 1998-2000 : col. Mariotti
- 2000-2001 : col. Baldechi
- 2001-2003 : col. Barnier
- 2003-2005 : col. Boilletot
- 2005-2008 : col. Ducros
- 2008- 2010 : col. Bruchon
- 2010- 2012 : col. Fenon
- 2012- 2014 : col. Collot
- Depuis 2014 : col. Vinot-Préfontaine

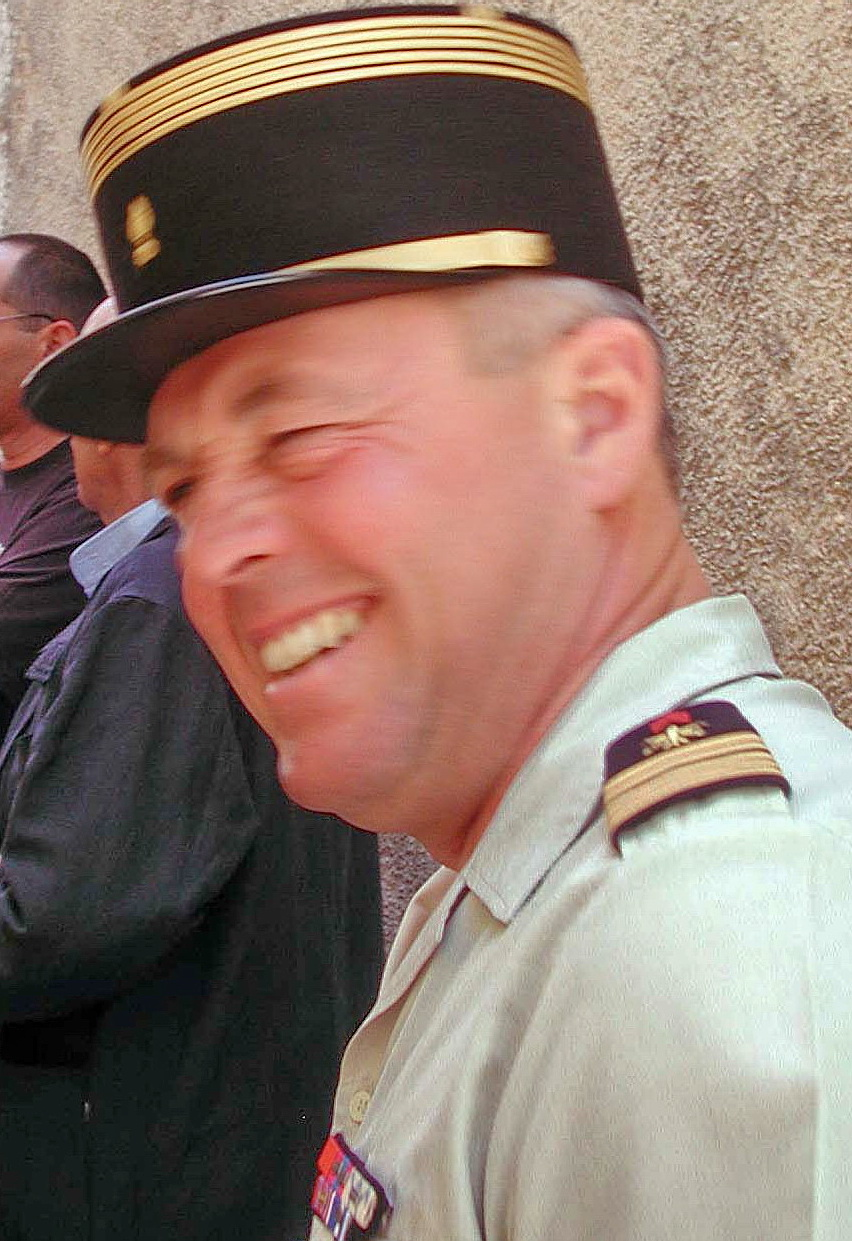
2003-2005 : colonel Boilletot.
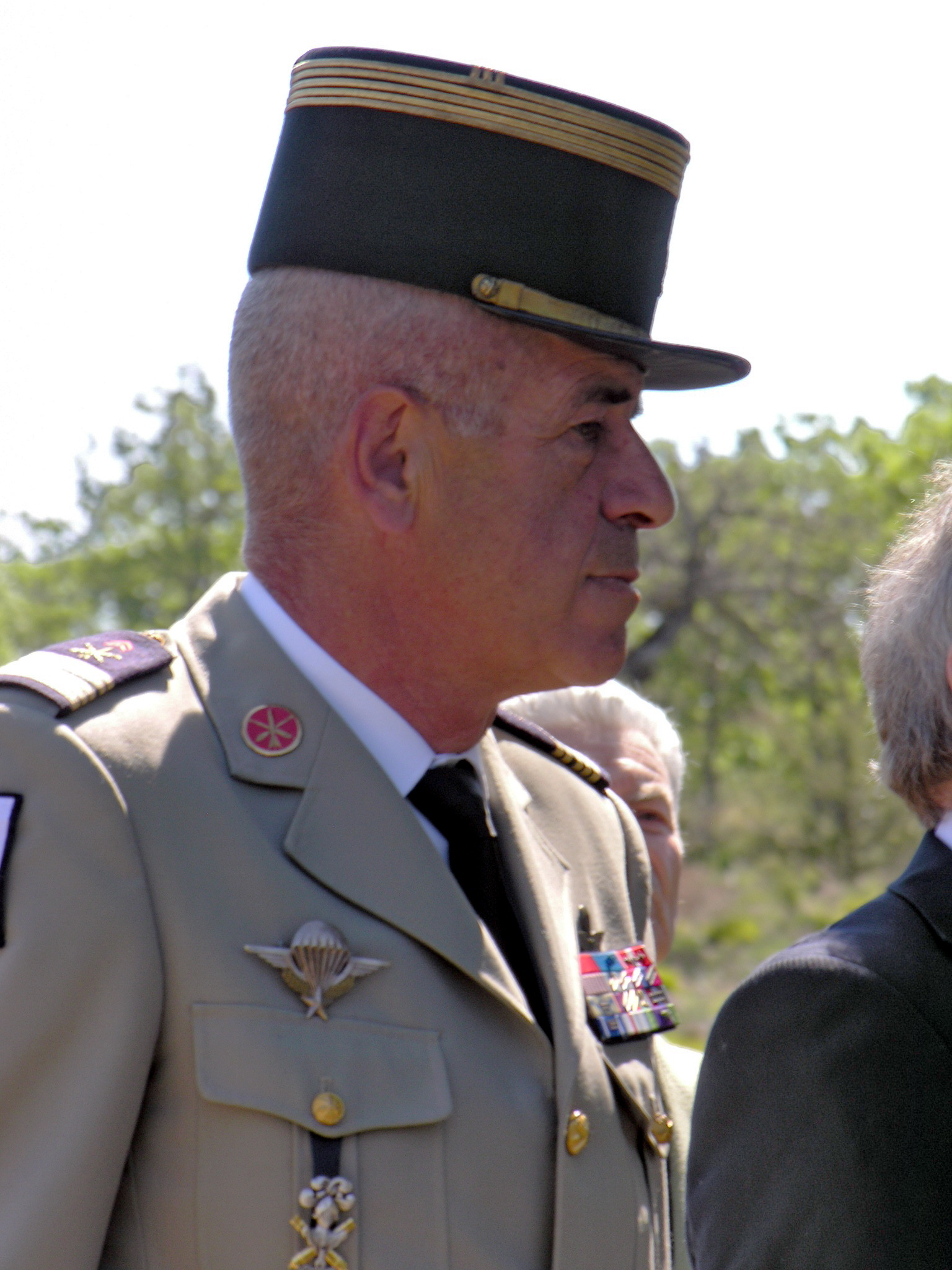
2005-2008 : colonel Ducros.
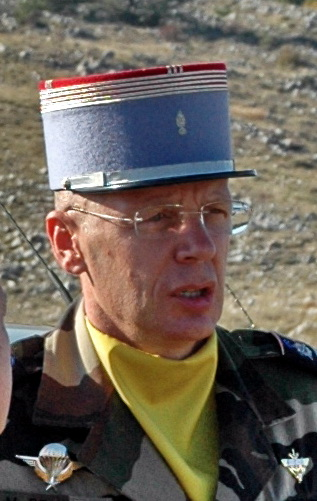
2008-2010 : colonel Bruchon.
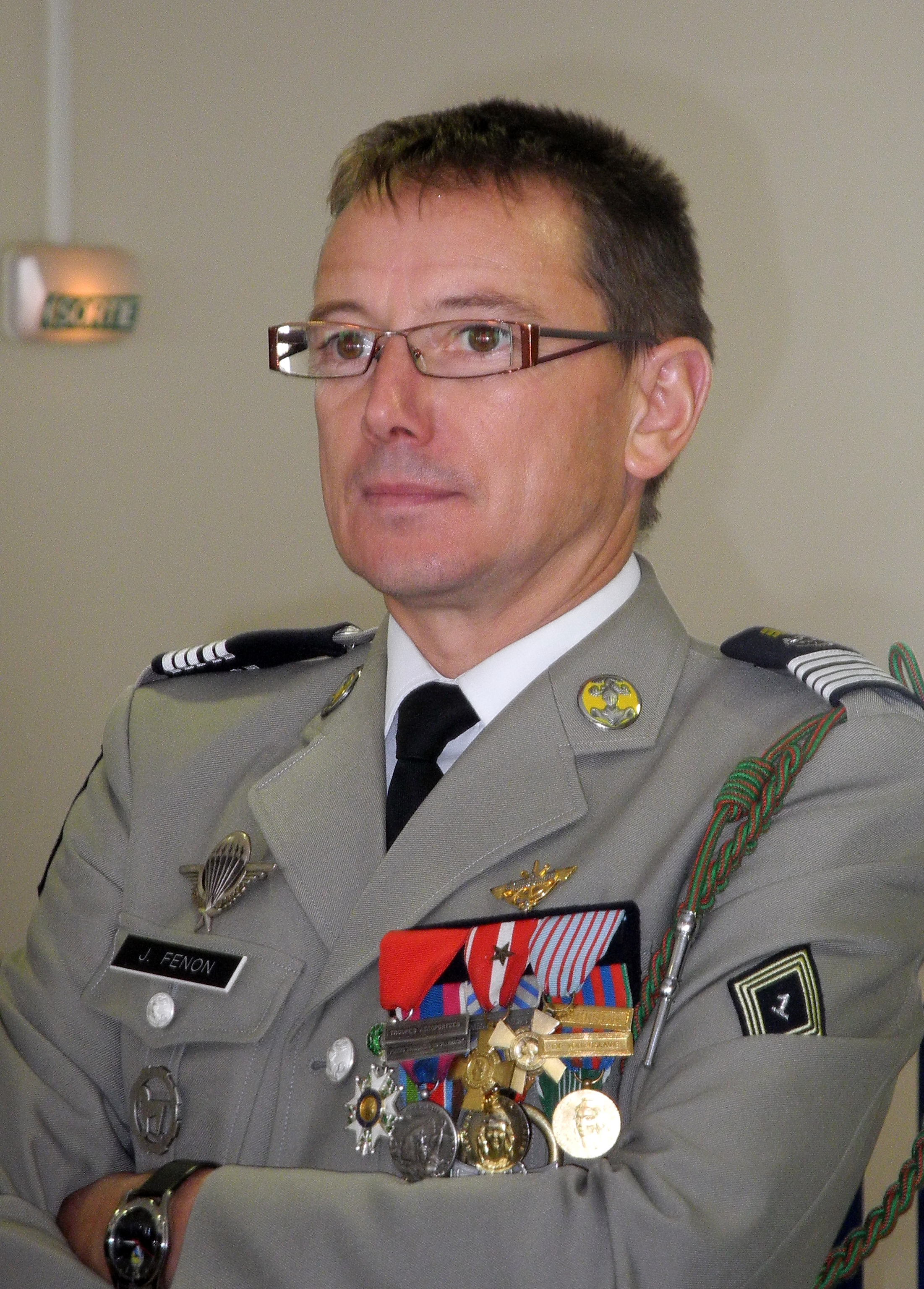
2010-2012 : colonel Fenon
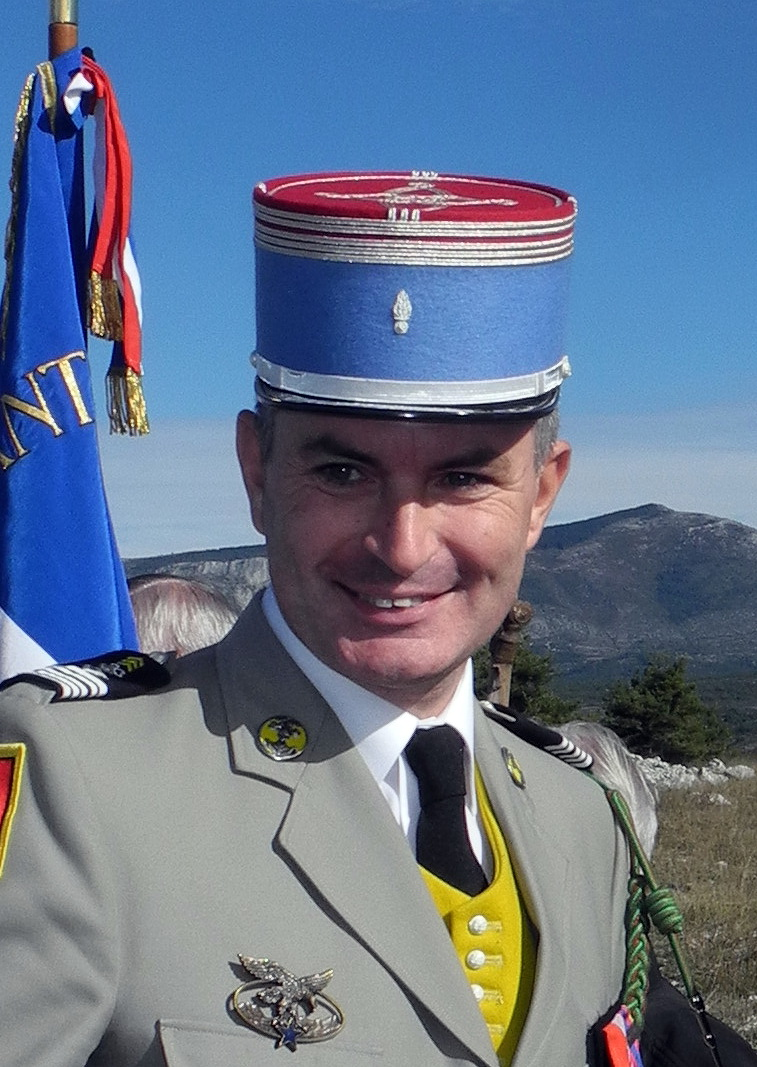
2012-2014 : colonel Collot.

### Incendie en 2022
En juin 2022, un incendie provoqué par un exercice de tir d'artillerie détruit plus de 1 000 ha et mobilise 320 pompiers,.

## Patrimoine bâti hérité
La politique du camp a toujours été de protéger le patrimoine  que l'État lui a concédé. Cela va même plus loin que la seule protection, cela passe par l'entretien, la réparation, la mise en valeur et le respect de l'environnement. Seule la petite chapelle de la Barre, dans le petit Plan, a été détruite,,,.

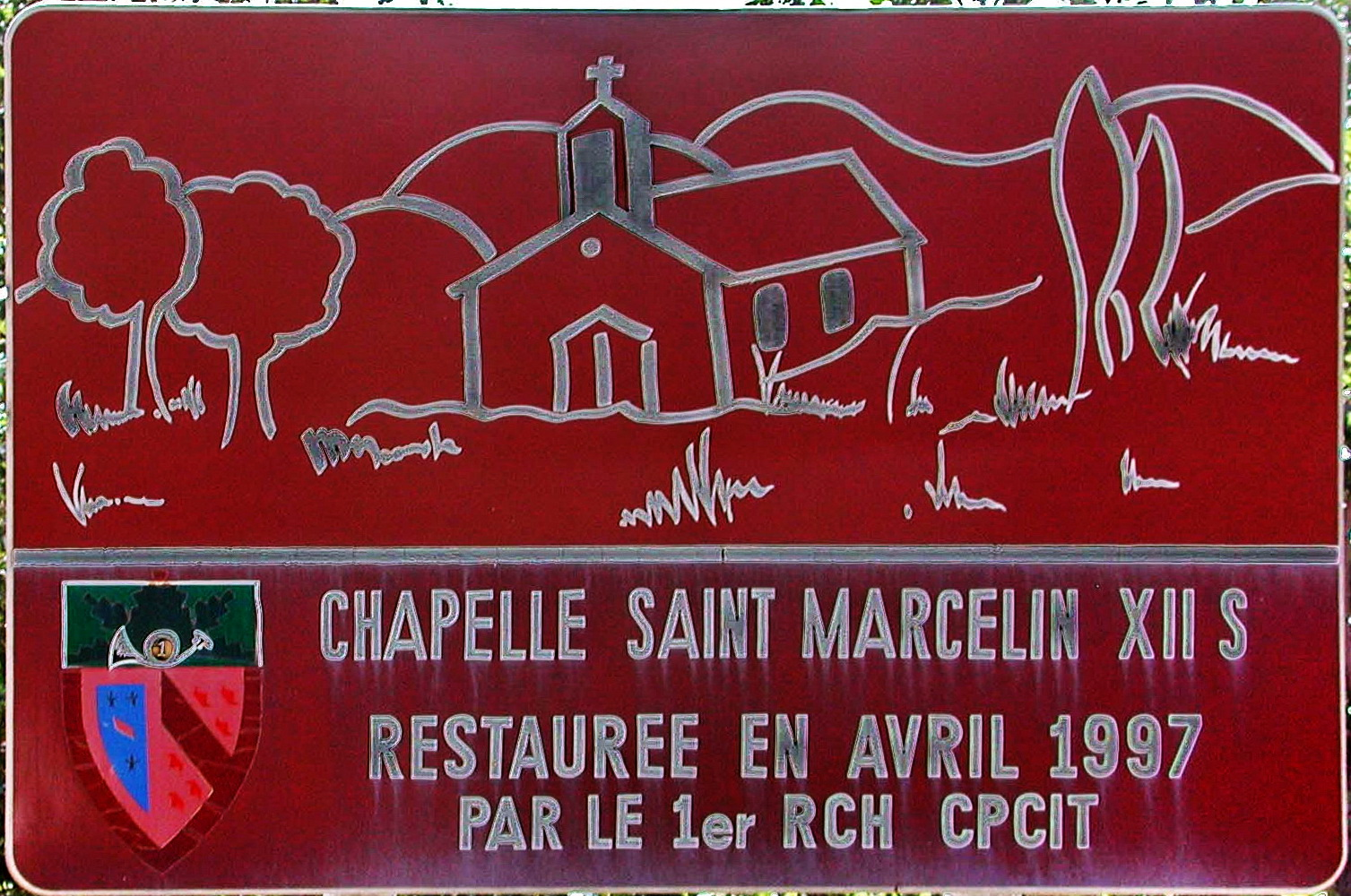
Rénovation de la chapelle de Saint-Marcellin.
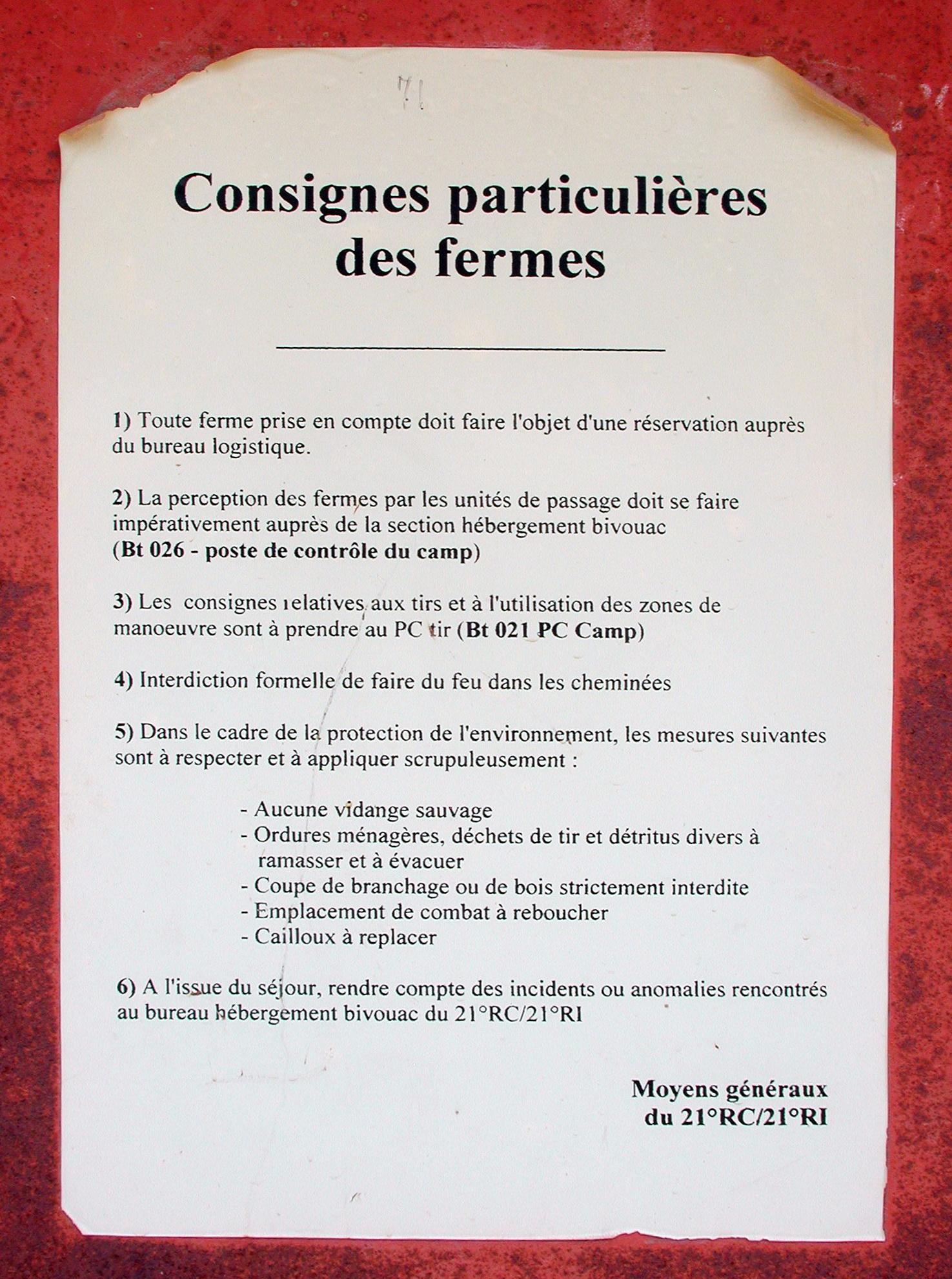
Règlement de protection du bâti.
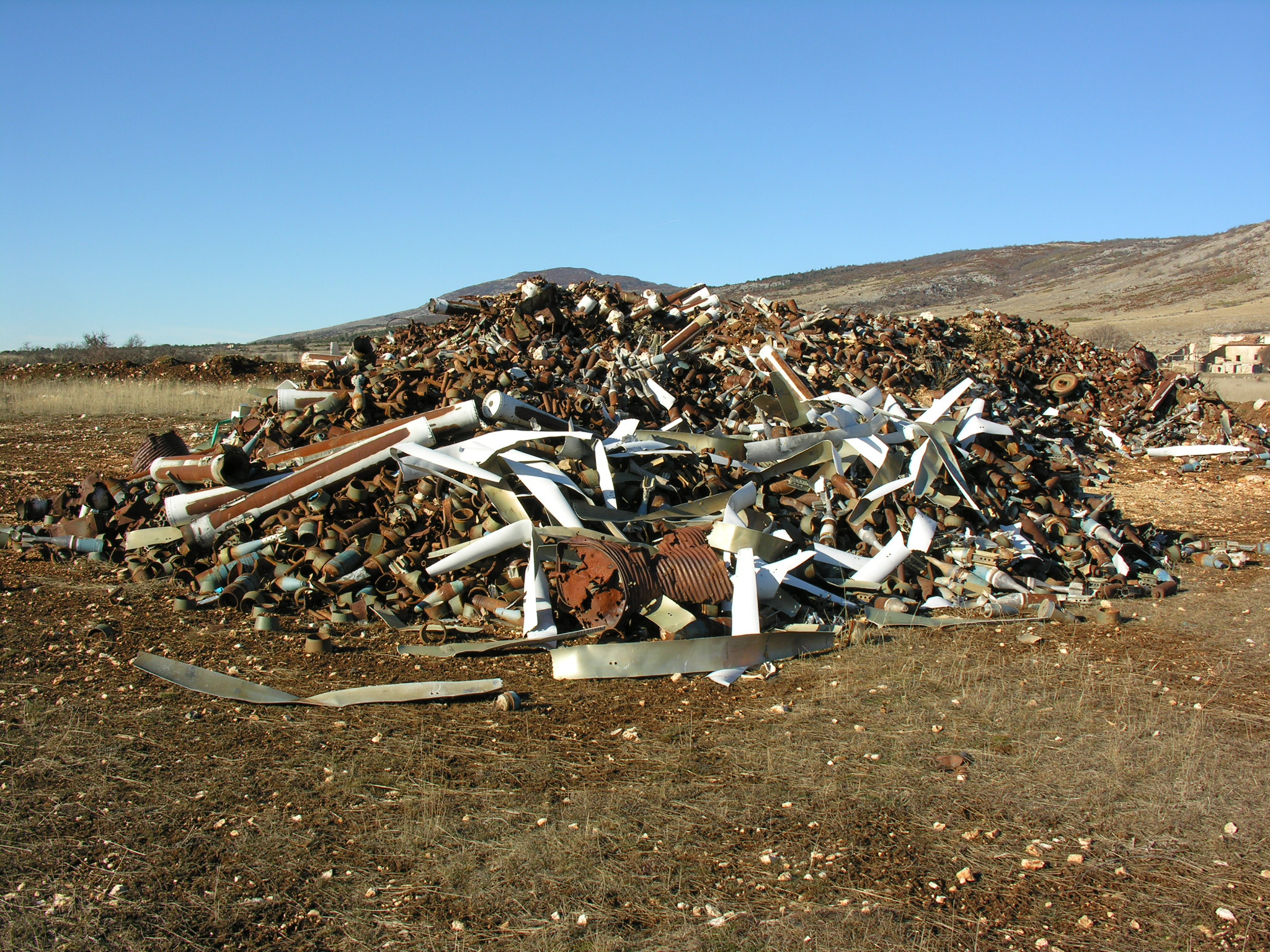
Récupération des restes d'engins explosifs.

### Préhistoire

#### Silex, outils en pierre taillée, pierre polie
Plusieurs sites de taille de silex ont été localisés autour de la Barre (entre les Grand et Petit Plan), et de la carrière des Bessons.

#### Tumulus, dolmens et tombes en blocs
- Avaye,
- Saint-Marcellin,
- Devenset,
- le Matelot,
- Varjon,
- la Douraisse (nord Duou) : tombe à crémation.

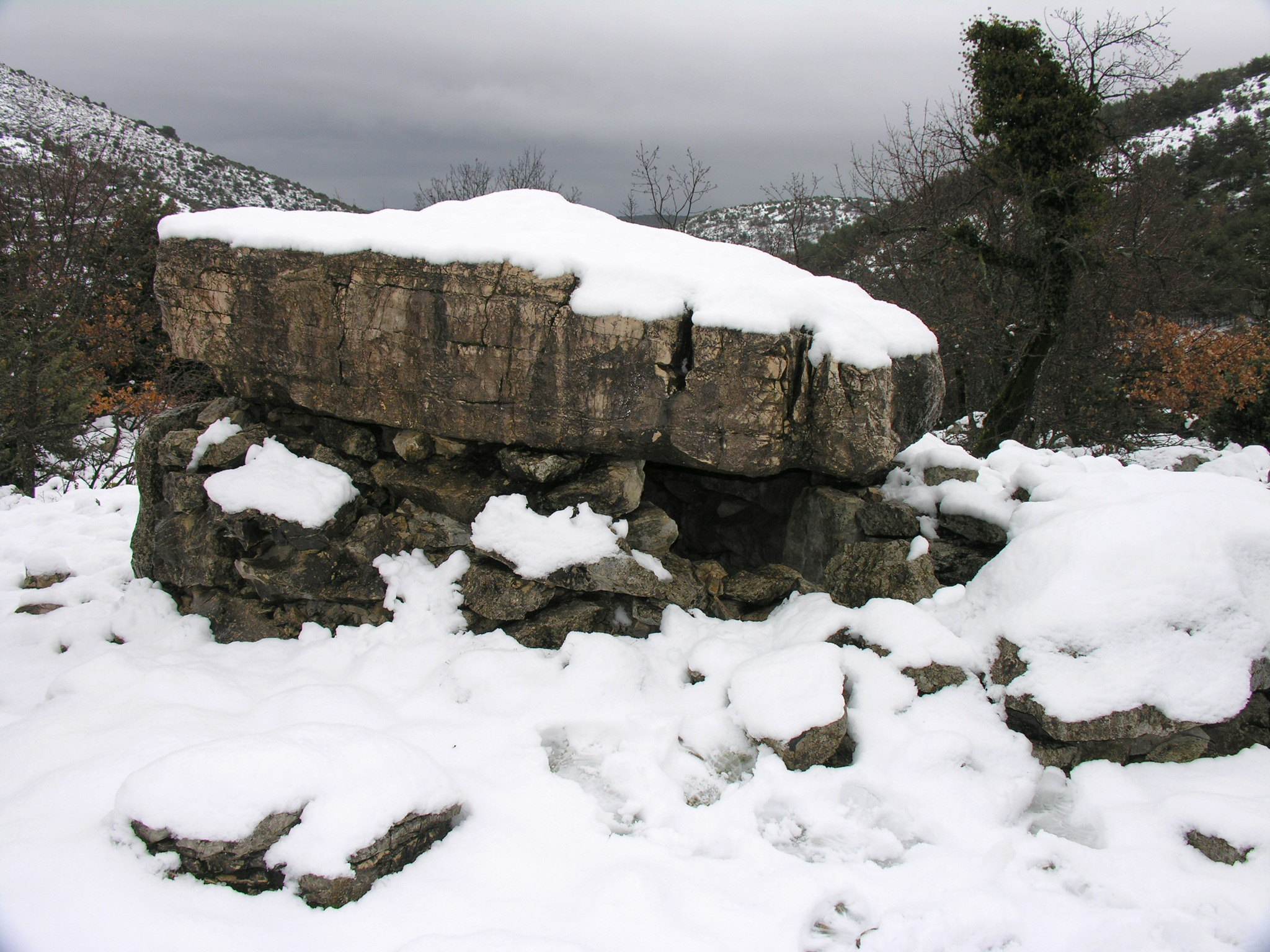
Dolmen de Saint Marcellin.
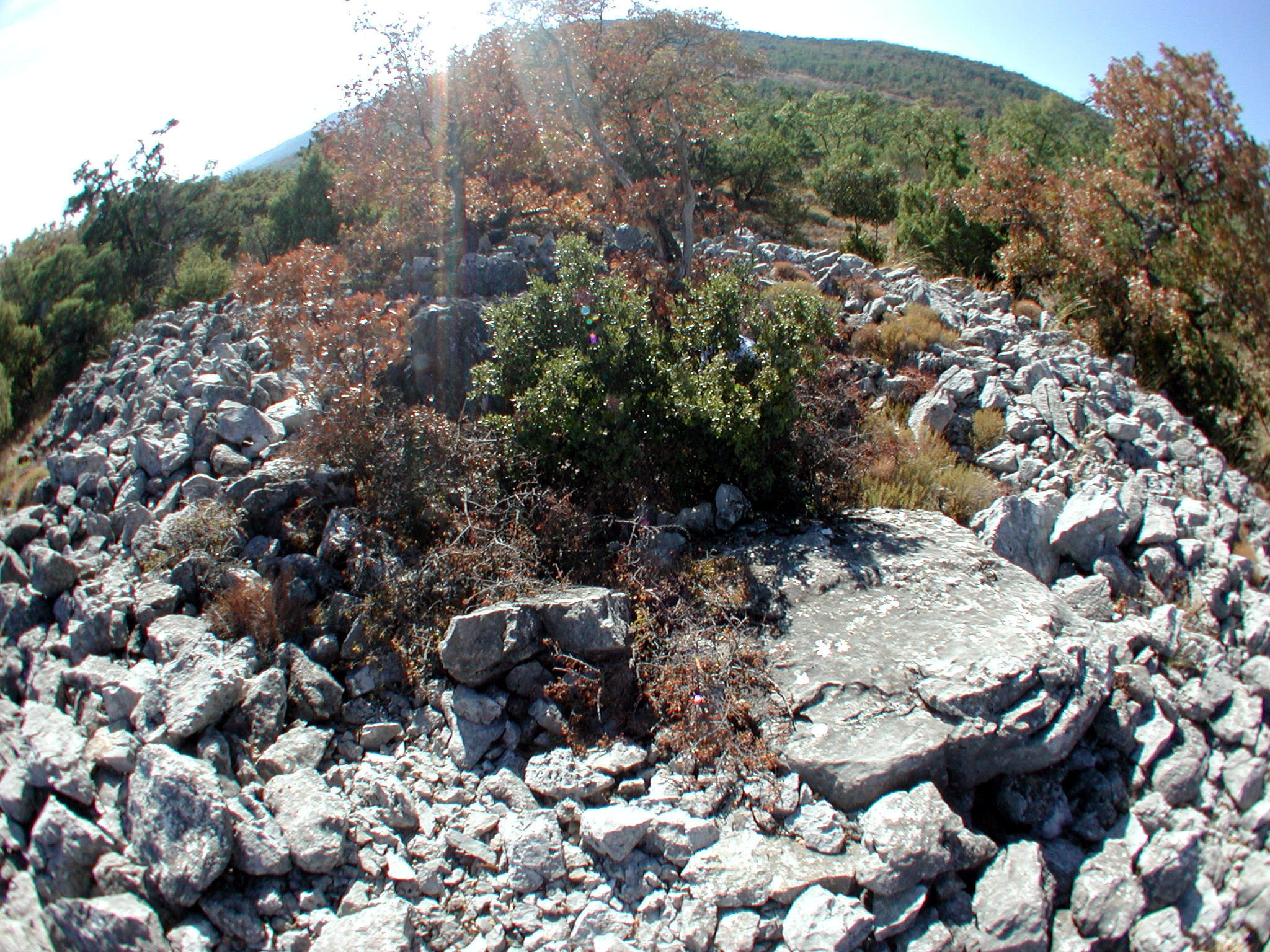
Tumulus du dolmen d'Avaye.
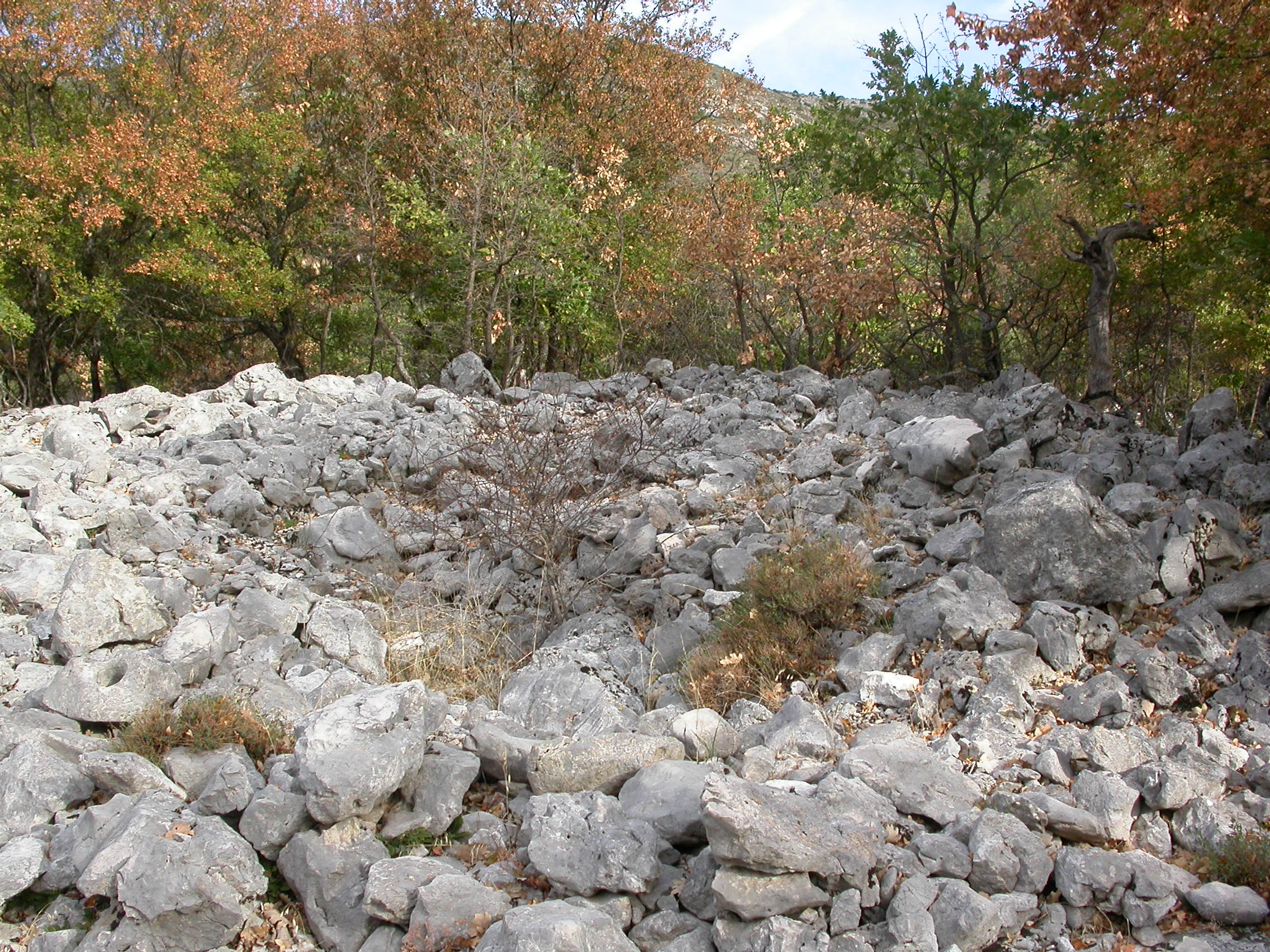
Tumulus d'Avaye, découvert par Adrien Guébhard en 1897.

#### Habitats fortifiés
Ils sont souvent baptisés à tort du vocable latin oppidum qui leur est très postérieur. On ne dispose d'aucune source sur ces constructions qui représentent un des premiers stades dans l'évolution depuis le simple enclos à animaux vers la ferme fortifiée, le castrum, le château… On observe fréquemment jusqu'à trois lignes de défense concentriques et parfois des structures d'habitation au centre. Ces constructions hébergeaient hommes et animaux. Elles sont toujours situées sur des sites avec une vue très étendue. Guébhard et Gobbi ont décrit des regroupements de plusieurs habitats distants, plus ou moins éloignés d'un habitat central plus grand et plus défendu.
- Aisse (sommet + castrum),
- Ambourrée (sommet),
- Beausoleil (sommet, triple),
- Bigue,
- Cadenières,
- Chanay (sommet, triple),
- Chodouin (sommet),
- Durbec (+castrum),
- Faou N (sommet),
- Fourches (éperon barré),
- Goranne (sommet ?),
- Lagne (sommet),
- Loup,
- Magnan,
- Malbousquet (éperon barré triple),
- Pierron (sommet),
- Sardon (sommet),
- Saint-Bayon,
- Tour (éperon barré),
- Ubac des Fourches (sommet),
- Villars (de pente).

Les habitats fortifiés de Mons : Baou Graou, Durbec, La Faou, le Moulinet, Roubiès, Saint-Jean-de-Barrosse, San-Peyre, le Villars.
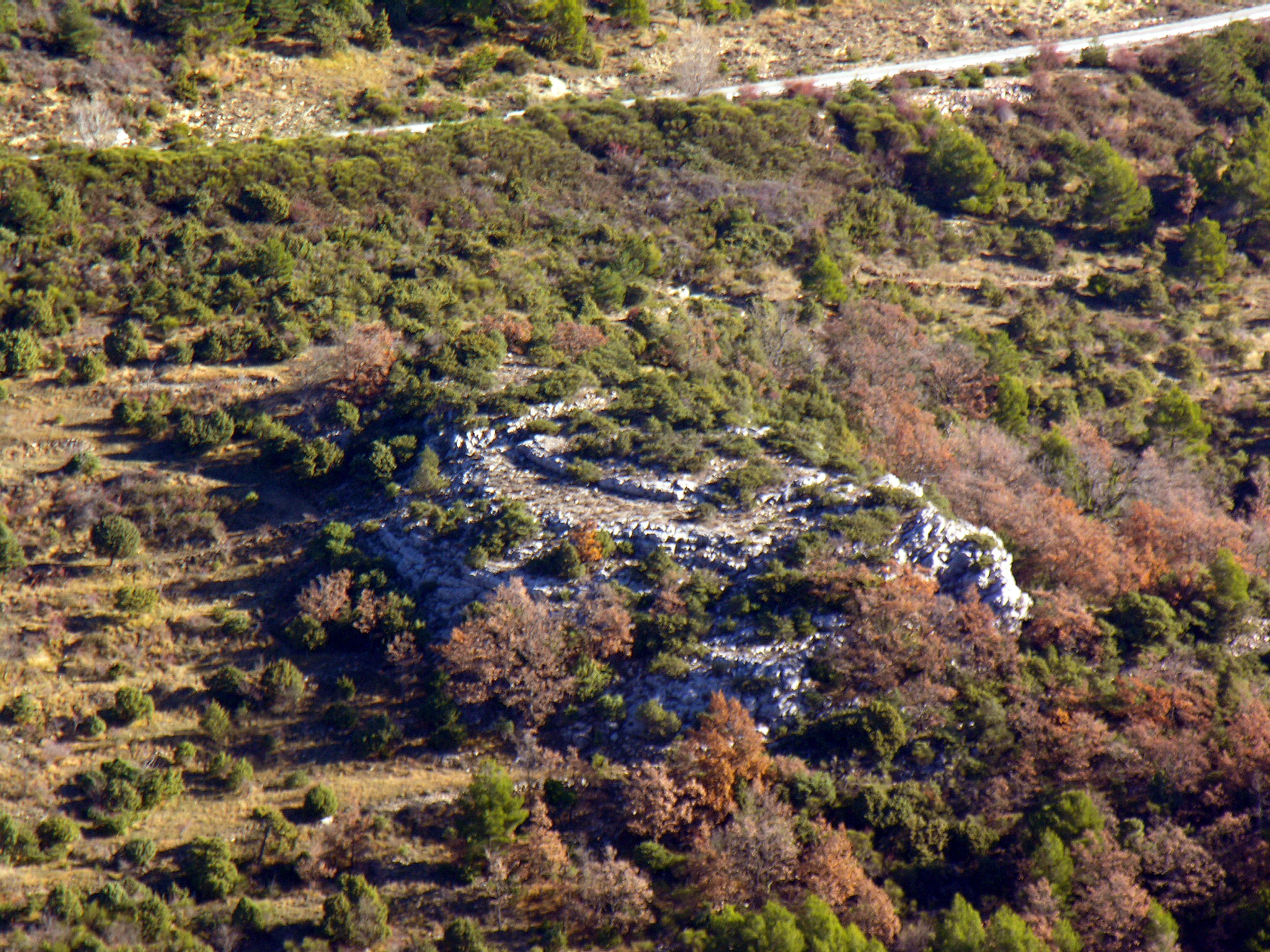
Habitat fortifié d'Aïsse.
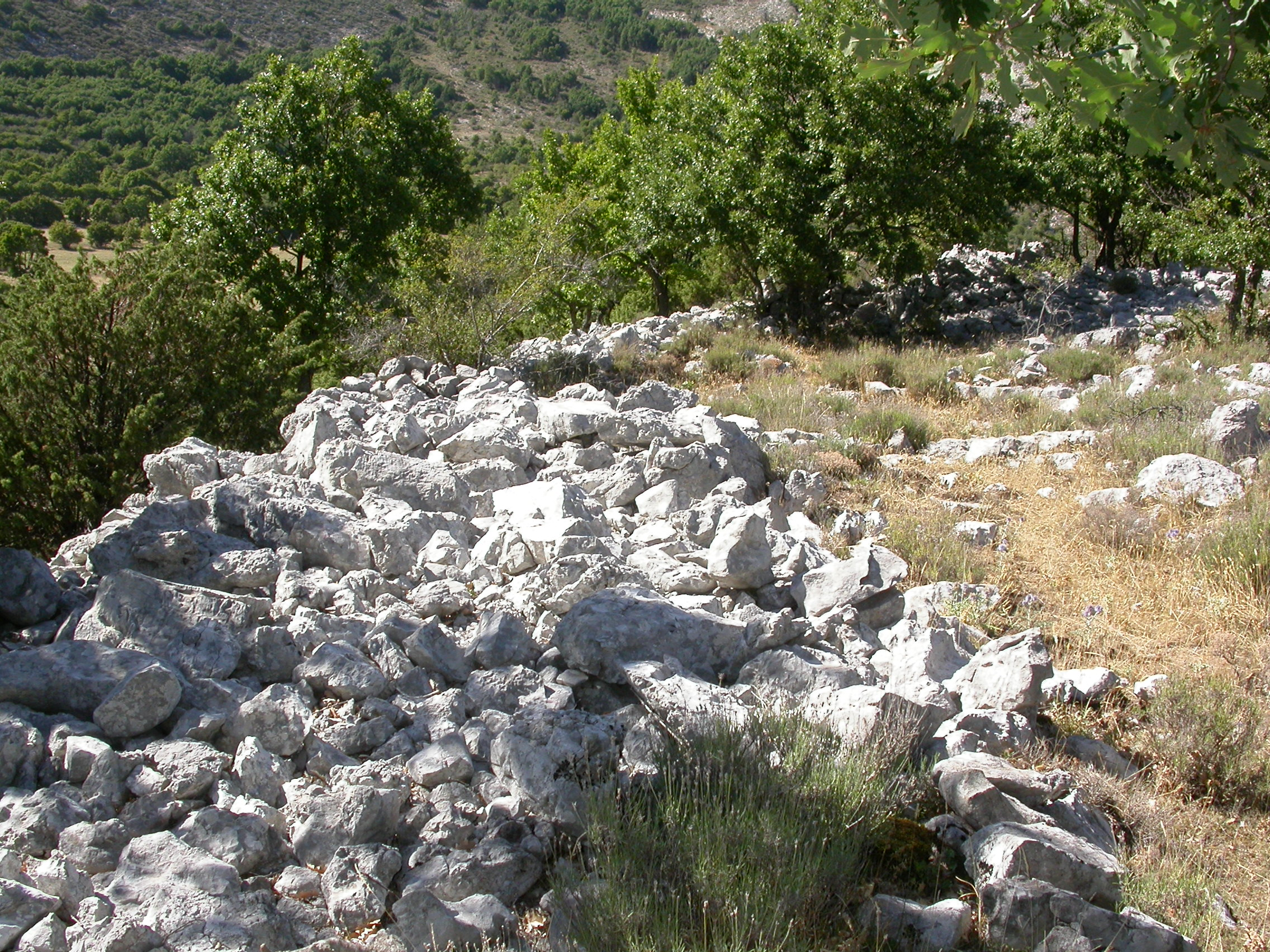
Habitat fortifié de pente du Villars.
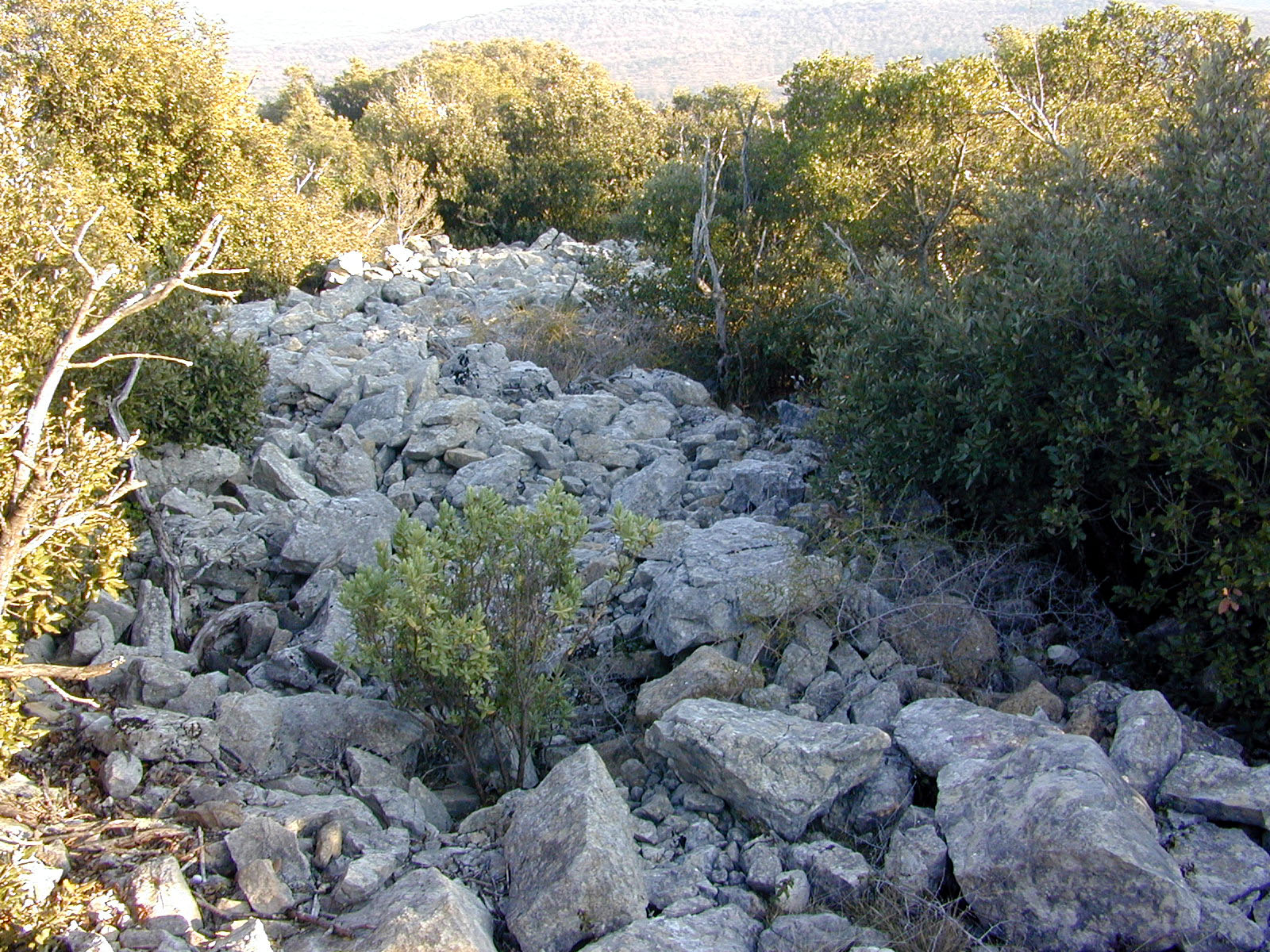
Habitat fortifié de sommet, de Lagne.

### Moyen Âge
- Espérel.

### Époques récente et actuelle

#### Villages ou hameaux abandonnés
Les villages de la Chardan, la Douraisse, Guent, Saint-Bayon, Sauvechane furent construits après la destruction de Comps lors des guerres pour la succession de la reine Jeanne  en Provence (1382-1386) entre les partisans de Charles Duras et ceux de Louis Ier d'Anjou.

##### BrovèsXIVesiècle,XVesiècle
Etym. : limite de champ.
Exproprié à la création du camp en 1972. Peuplé très tôt du fait d'une source autrefois abondante, mais peu de traces écrites.
- Seigneurs de Brovès :
  - Les Bérenguier et Pontévès :
    - Guillaume premier de Provence distribua les terres contiguës à ses compagnons d'armes.
    - en 1300 est attesté un Bérenguier, seigneur de Bargème, Brovès et Comps.
    - vers 1574, les Bérenguier vendent leur seigneurie à Balthazar de Rafaelis pour 9 622 écus.

  - Les Raphaelis : La famille prospéra jusqu'à la Révolution.

| 1733 | 1831 | 1856 | 1866 | 1872 | 1876 | 1881 | 1886 | 1891 |
| ---- | ---- | ---- | ---- | ---- | ---- | ---- | ---- | ---- |
| 300  | 283  | 326  | 298  | 293  | 286  | 286  | 294  | 246  |

| 1896 | 1901 | 1906 | 1911 | 1921 | 1926 | 1931 | 1936 | 1946 |
| ---- | ---- | ---- | ---- | ---- | ---- | ---- | ---- | ---- |
| 225  | 216  | 212  | 185  | 165  | 149  | 129  | 114  | 109  |

| 1972 | 1992 | - | - | - | - | - | - | - |
| ---- | ---- | - | - | - | - | - | - | - |
| 85   | 0    | - | - | - | - | - | - | - |

##### Estelle
- 1263 : appartenait à la viguerie de Draguignan et à l'évêché de Riez,
- 1270 : appartenait à Rimbaud d'Estelle,
- 1315 : 24 feux,
- vers 1460 : la seigneurie appartenait à Jean I de Raimondis, seigneur d'Eoulx de Trigance et d'Estelle et était partagée avec Barthélémy de Demandolx,
- 1471 : l'affouagement montre que le village est inhabité,
- 1621 : Barthélémy établit une verrerie, déplacée à Clumes en 1661 (2 km au sud) : la peste a fait fuir les habitants vers le château,
- 1687 : Barthélémy, dernier seigneur de Trigance et d'Estelle meurt.

##### Saint-BayonXVIesiècle
- Contemporain de Brovès.
  - 1392 : les habitants sont comptés avec ceux de Comps chassés de chez eux ; on les surnommait les « Pieds Gelés »,
  - 1720 : lors de la peste, c'était le poste de contrôle de la route de Comps,
  - Chapelle Saint-Jacques-le-Mineur (ruines),

##### Esperel
Hameau au nord de Montferrat.

##### Lagne
Le château de Lagne détruit en 1992, ancienne commanderie des Hospitaliers de l'ordre de Saint-Jean de Jérusalem

##### Hameau de la Barre
Etym. : Barre = barre rocheuse. 
À la limite des Grand et Petit-Plan.

##### Site des Blaches Ouest
Etym. : Blache  = chêne blanc, chêne pubescent.
Très peu de traces.

##### Hameau de la Colle
Etym. : colle = colline
- au nord de Brovès
  - 1811 = 14 habitants
  - 1856 = 35 habitants
  - 1950 = 1 famille

#### Châteaux
- Le Casernet ?
- Le Castellas,
- Duchesse,
- Lagne (détruit)
La légende de Lagne : Saint Izarn, de l'abbaye de Saint-Victor de Marseille est de passage à Lagne, une métairie d'Ampus où un seigneur des environs, Adalard, multipliait ses exactions. Il le convoque à sa table et lui fait moult reproches. Adalrd continue, mais pris soudainement de violentes douleurs, fait vœu d'entrer en religion s'il guérit. Se croyant à l'article de la mort, il se résigne pour le bonheur de tous à tenir parole.
- La Magdeleine : vestiges de fortifications
- Saint-Marcellin : à la famille Brignon jusqu'en 1972
  - voie romaine à proximité ?
  - source (1811) et réseau d'irrigation (tomates, distillation de la lavande 1950).

#### Architecture religieuse: églises, chapelles et oratoires

##### Saint-RomainXIIesiècle-XIIIesiècle
Citée dans le cartulaire de Lérins, elle serait une des plus anciennes chapelles de France[réf. nécessaire] (comme Saint-Hirse, plus au nord). On y trouve de très nombreuses marques de tâcherons (60).

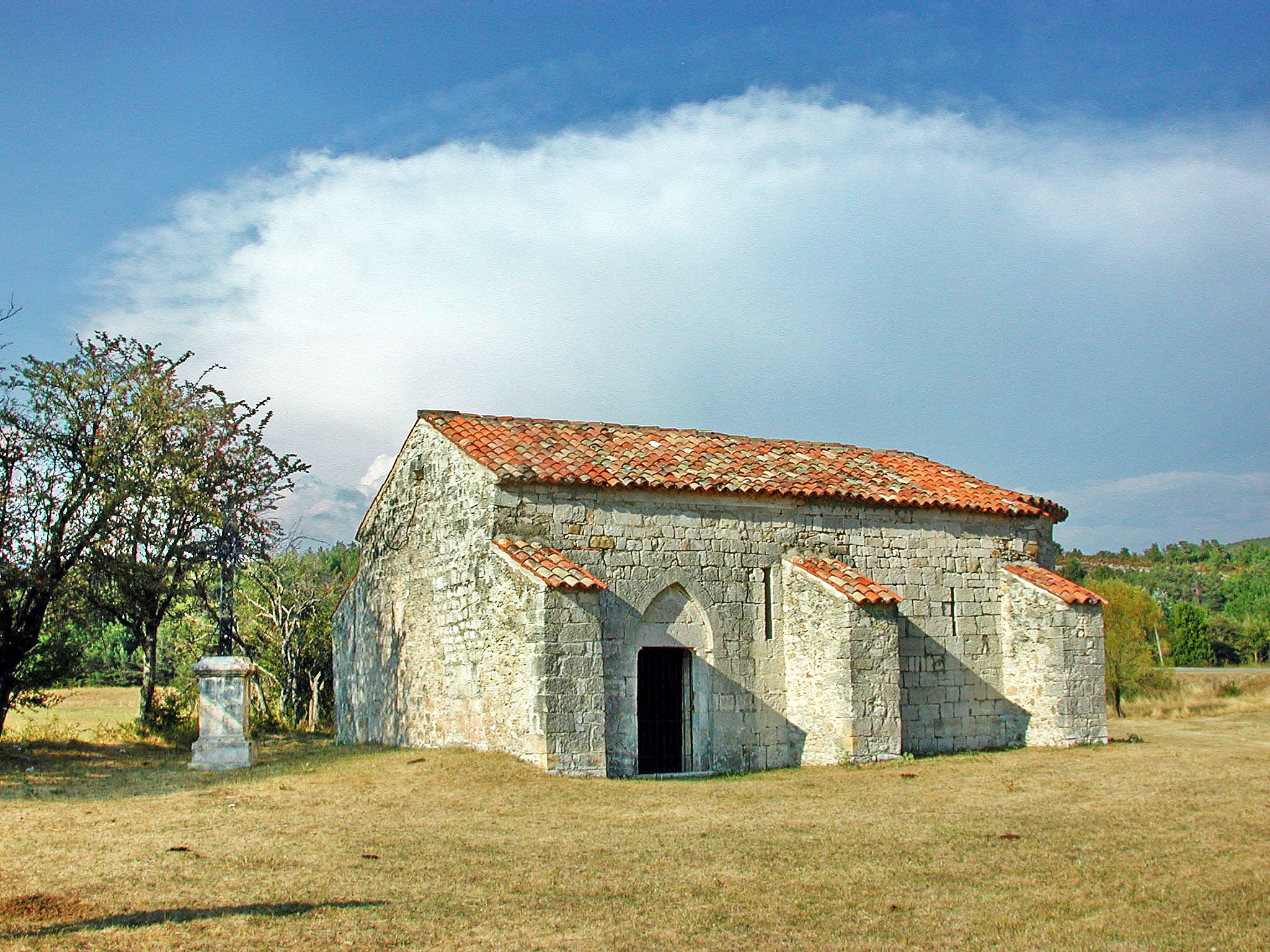
Chapelle Saint-Romain.
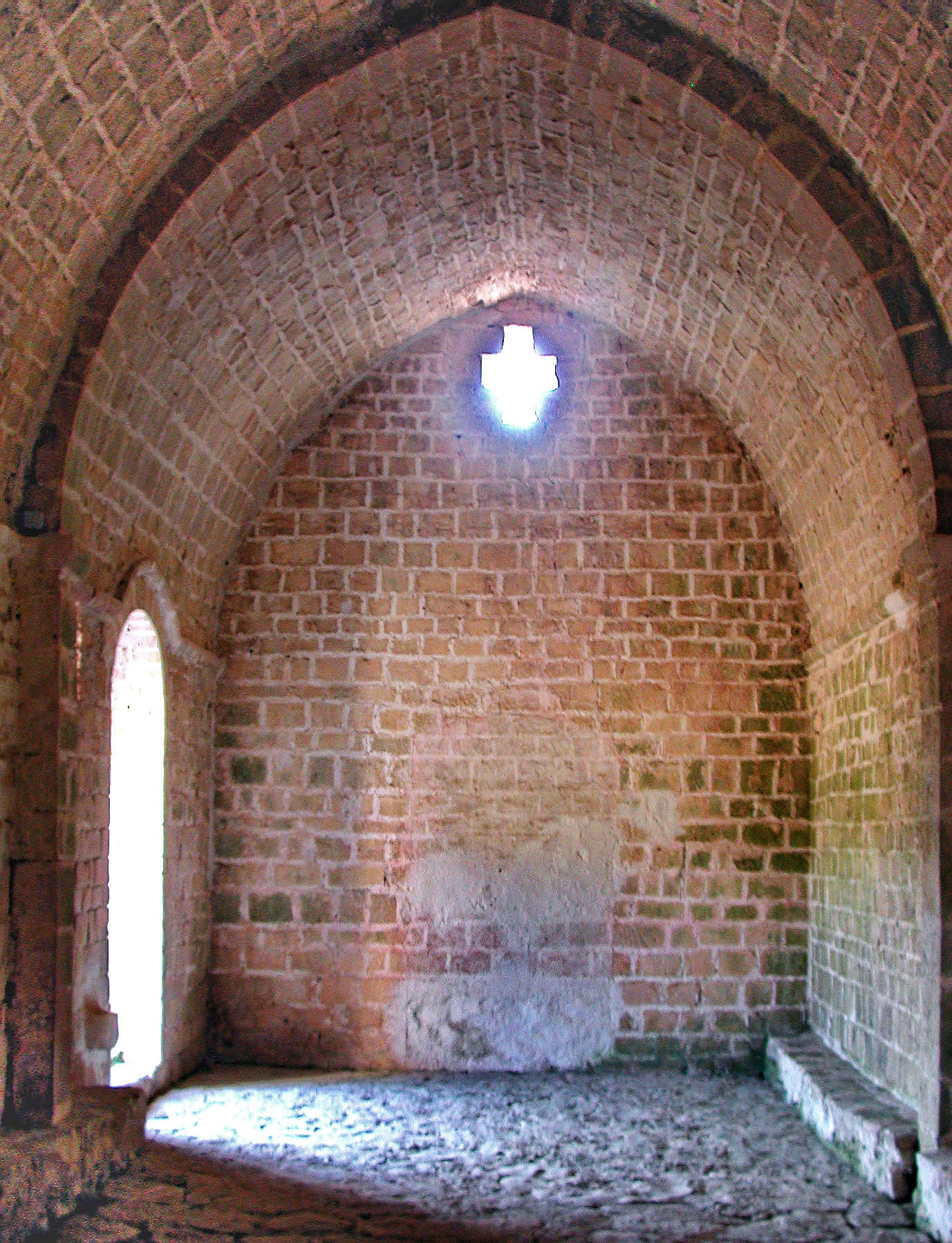
Chapelle Saint-Romain.
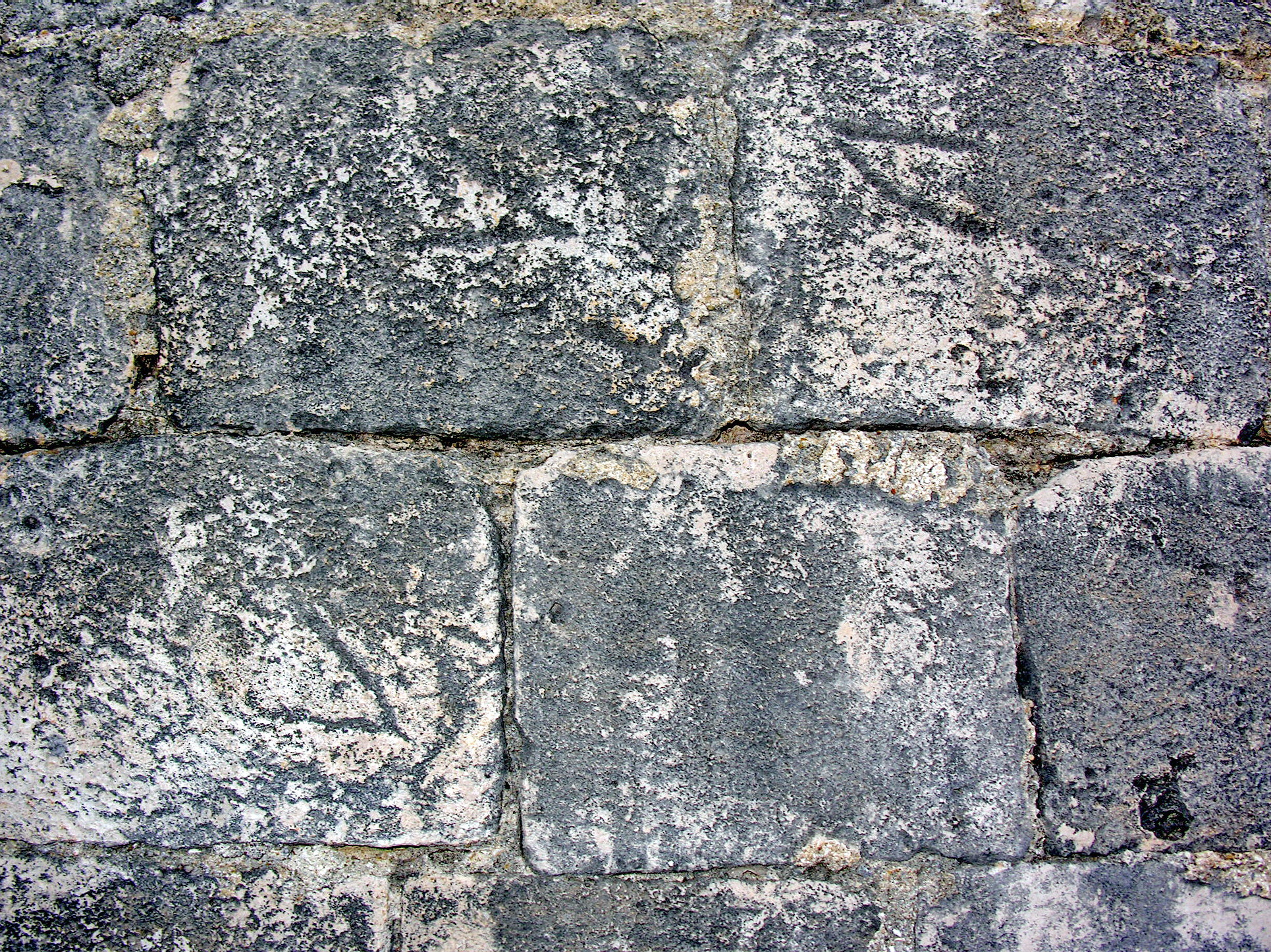
Saint-Romain : pierres signées par les compagnons bâtisseurs[22].

##### Saint-ChristopheXIIIesiècle
Dans la plaine de Brovès, au pied du castrum de San-Peyre.
Réseau souterrain de drainage.

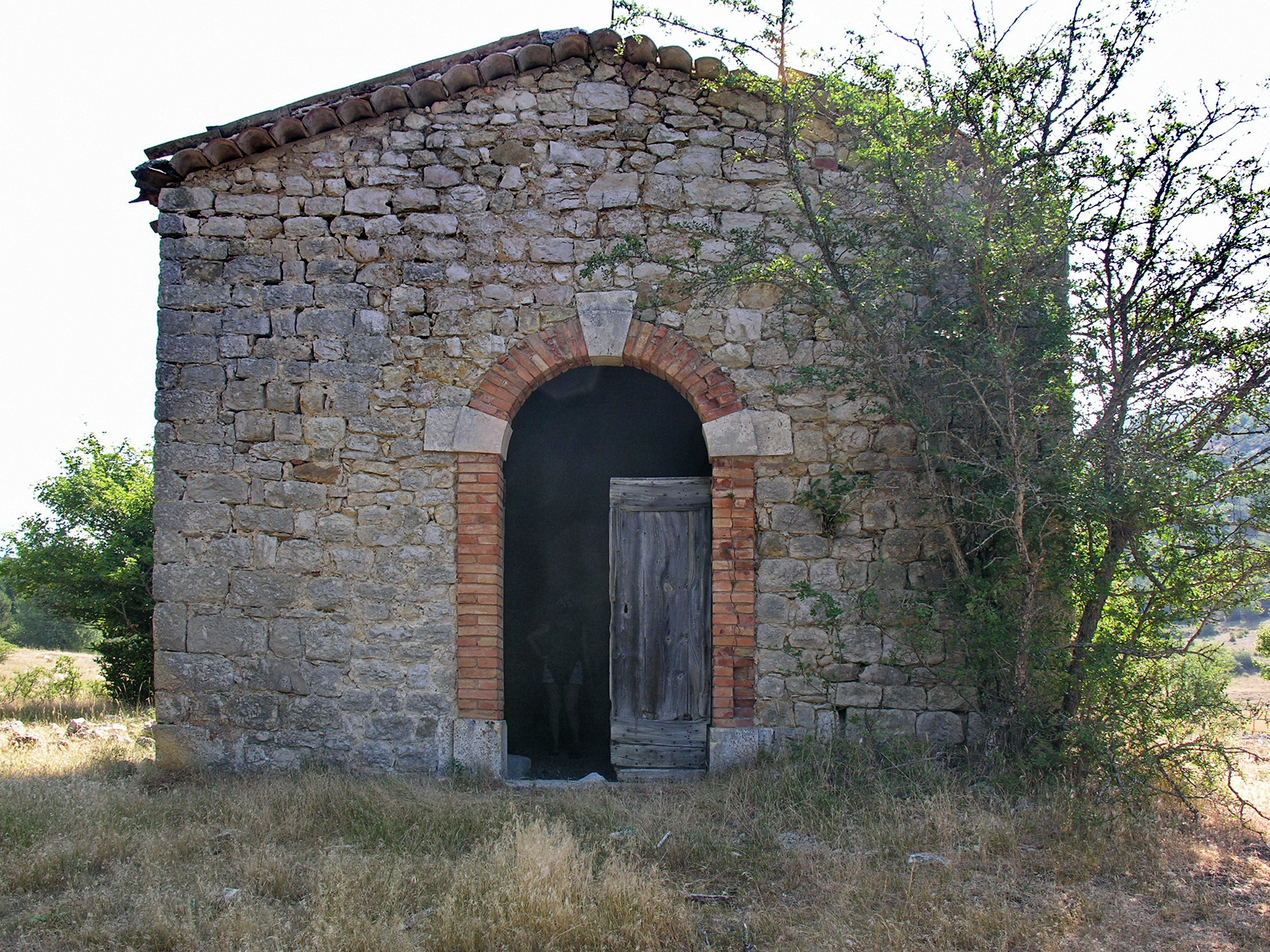
Chapelle Saint-Christophe.
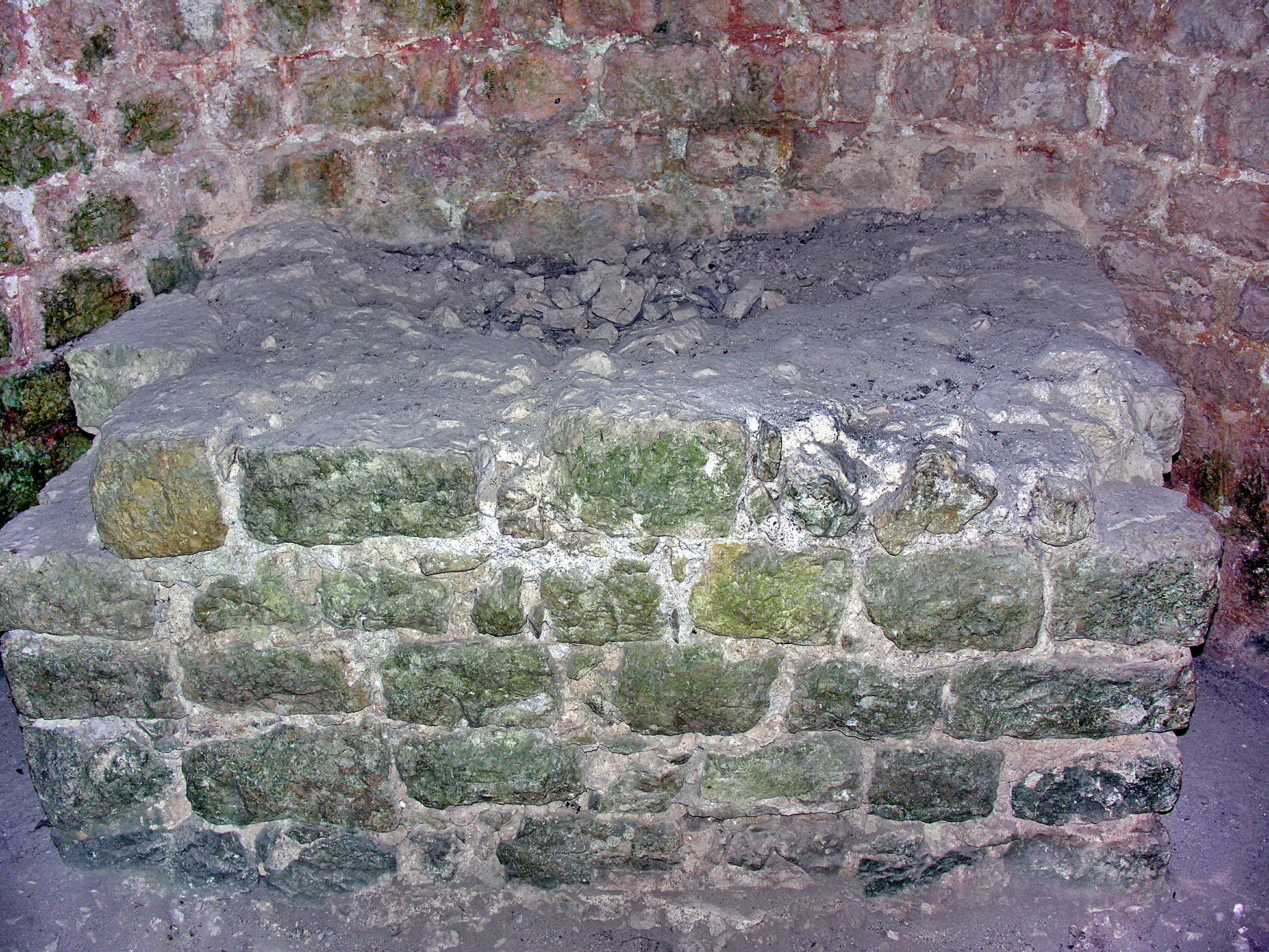
Chapelle Saint-Christophe.
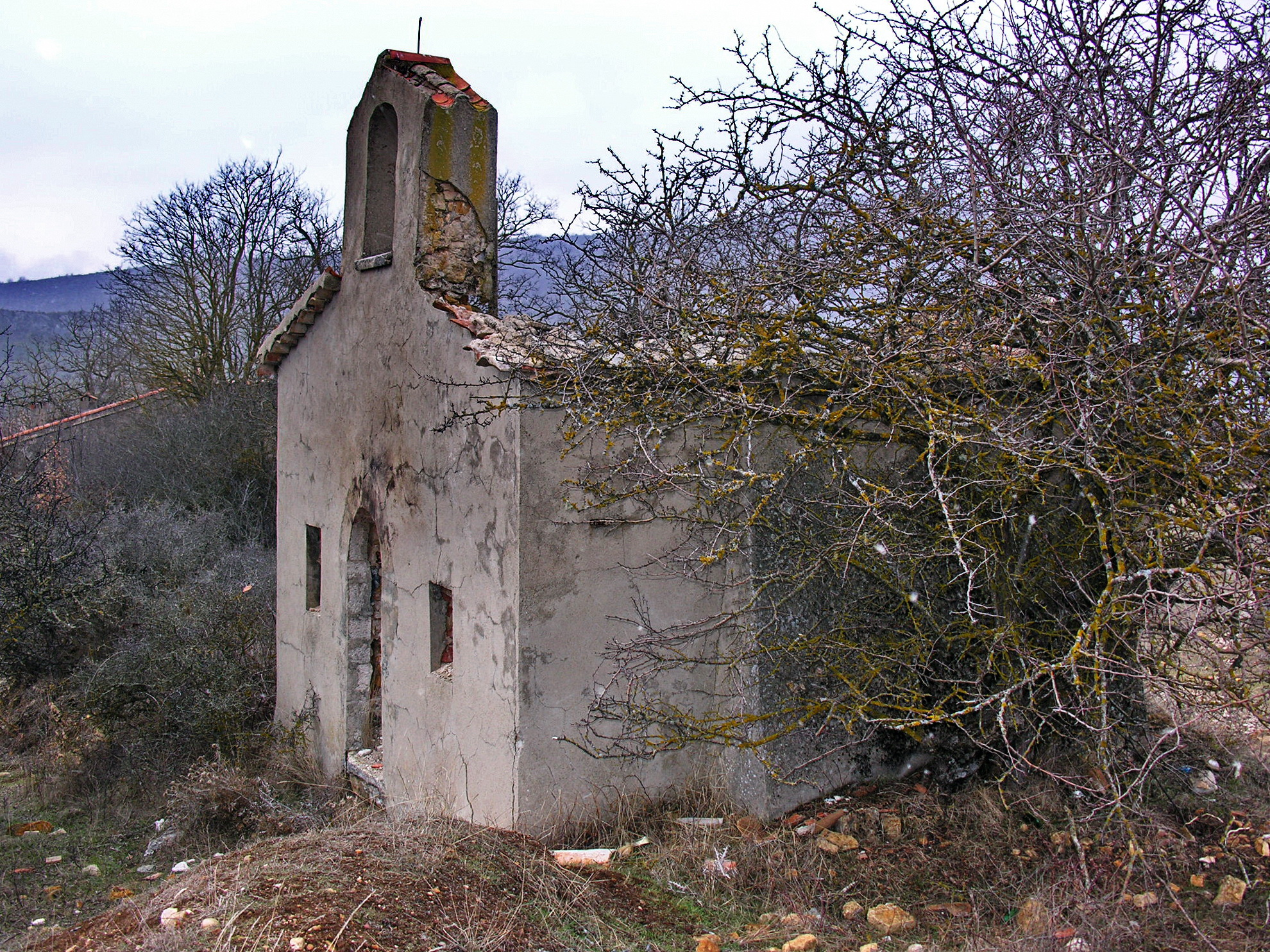
Chapelle de Chardan (Comps).

##### Saint-MarcellinXIIIesiècle
Récemment restaurée par le 1er RCA, la chapelle est le lieu de pèlerinage annuel des Moussencs (habitants de Mons). Elle n'a rien à voir avec l'église de Villars-Saint-Marcellin.

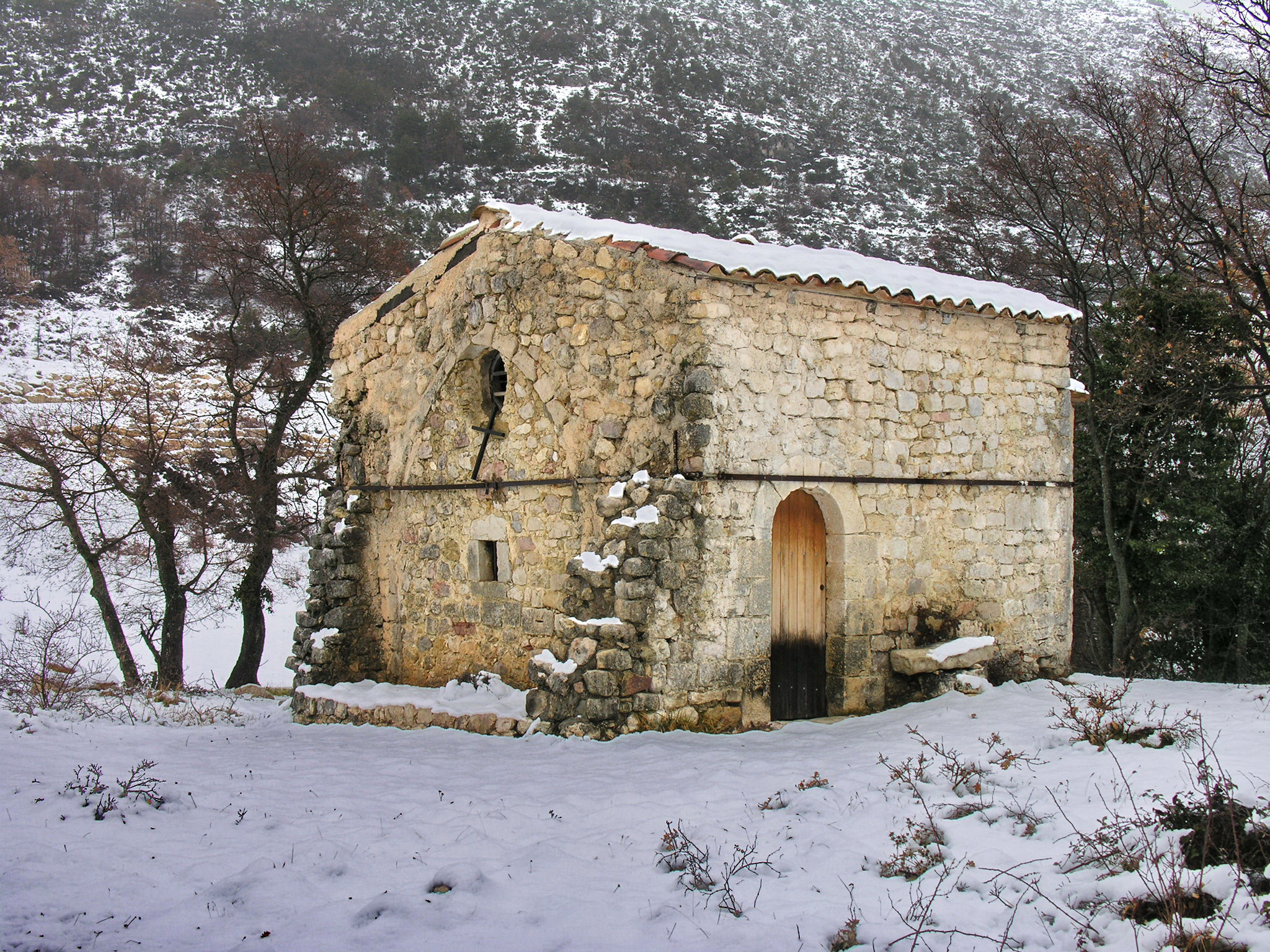
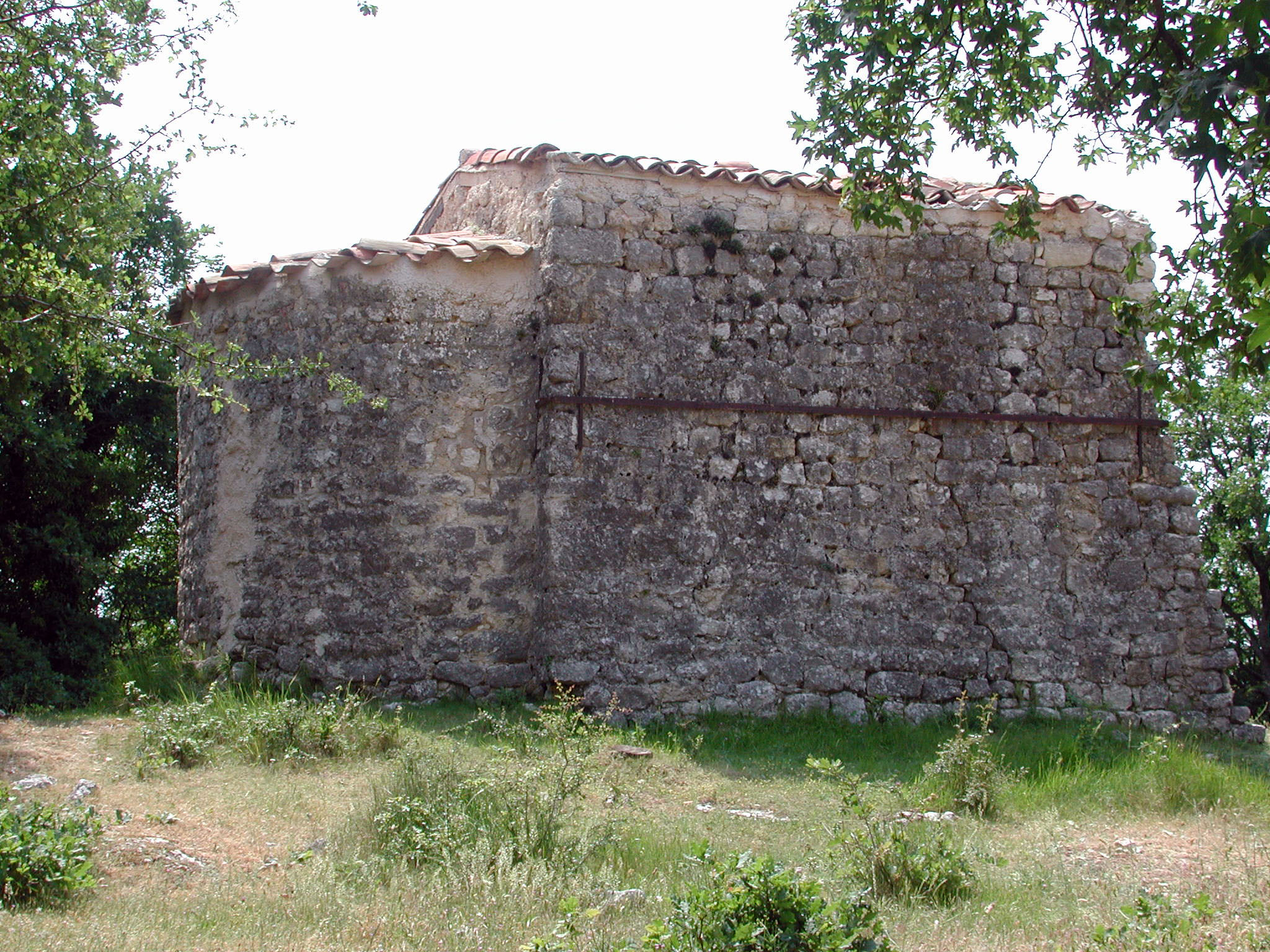
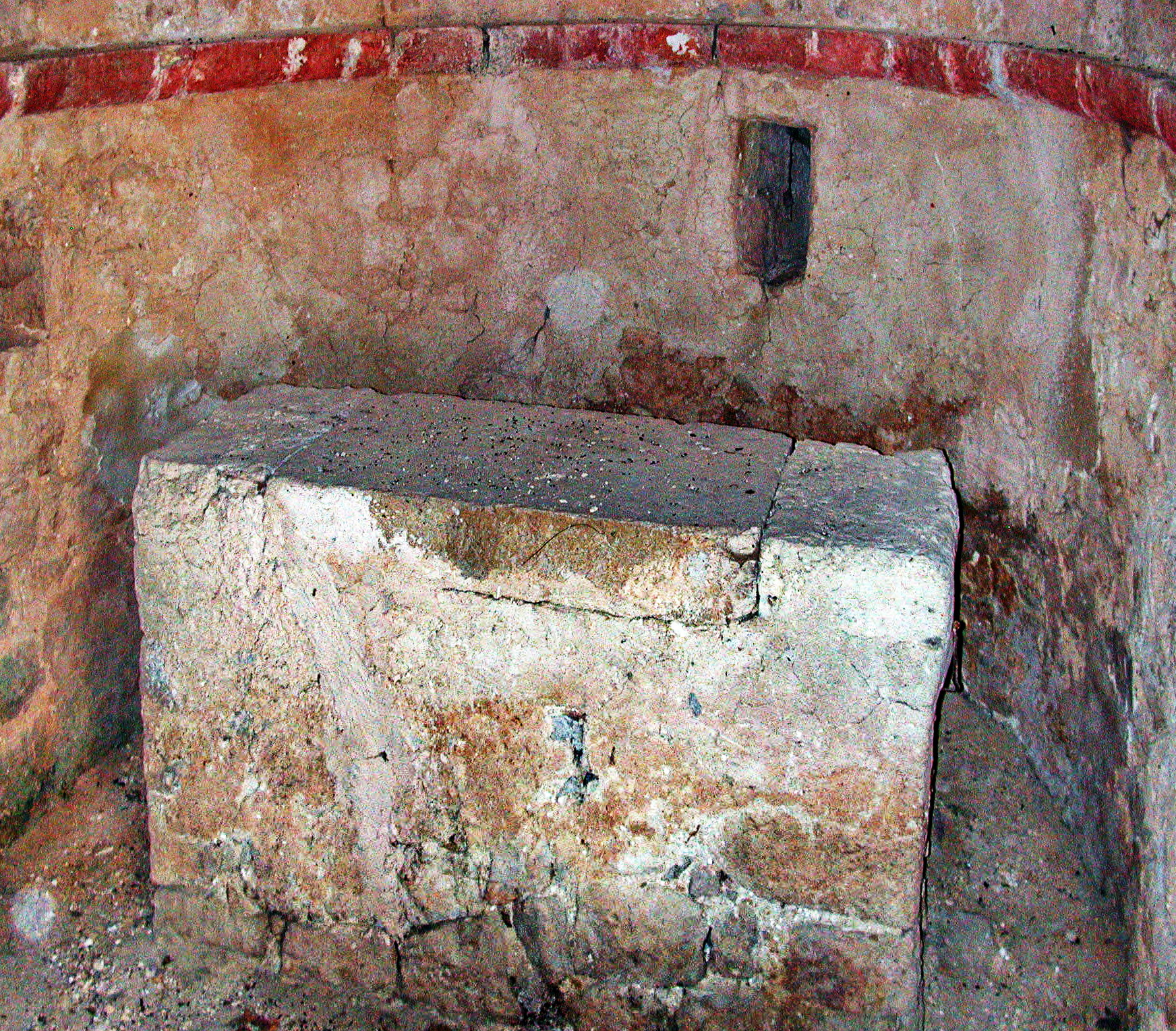

##### Notre-Dame, du Devenset
Au sud de Comps, encore appelée de la « Galine grasse » en raison du pèlerinage annuel le premier dimanche de septembre, avec une bénédiction des voitures, et suivi d'un repas communal avec poule au menu (symbole de la fertilité). Etym. : Galline = poule

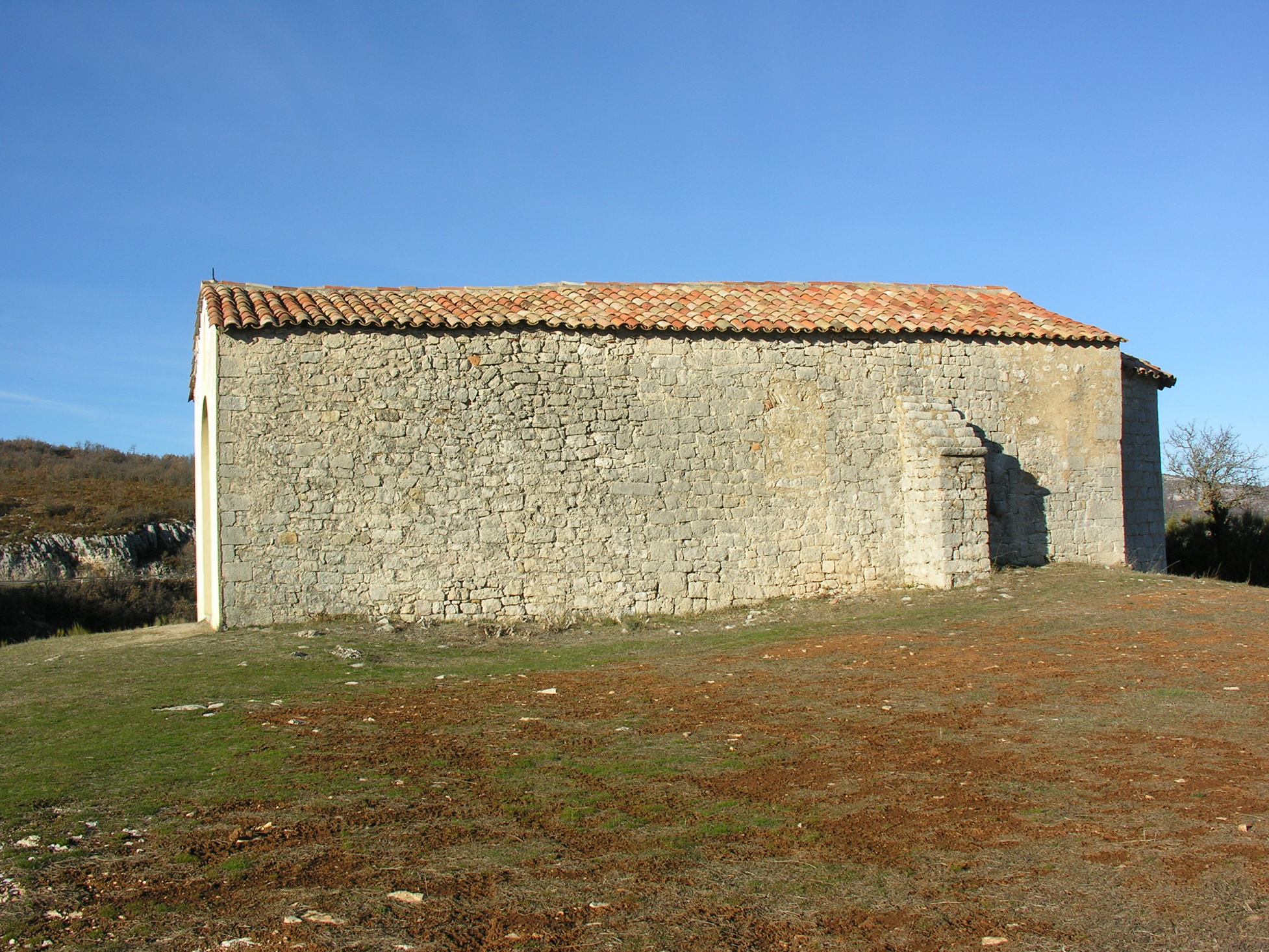
Chapelle Notre-Dame (la Galline), au Devenset, à Comps.
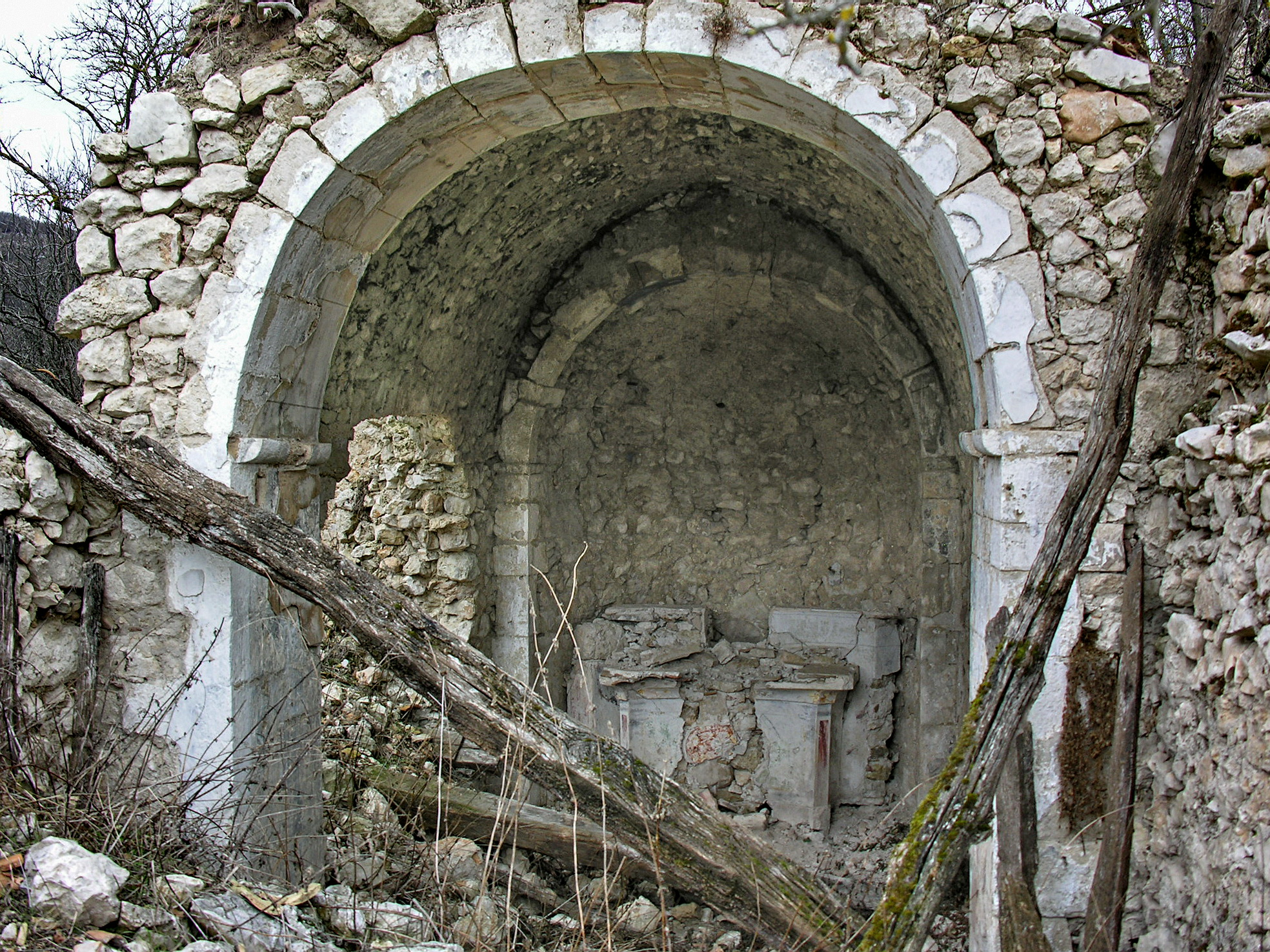
Ruines de la chapelle Saint-Jacques à Saint-Bayon.
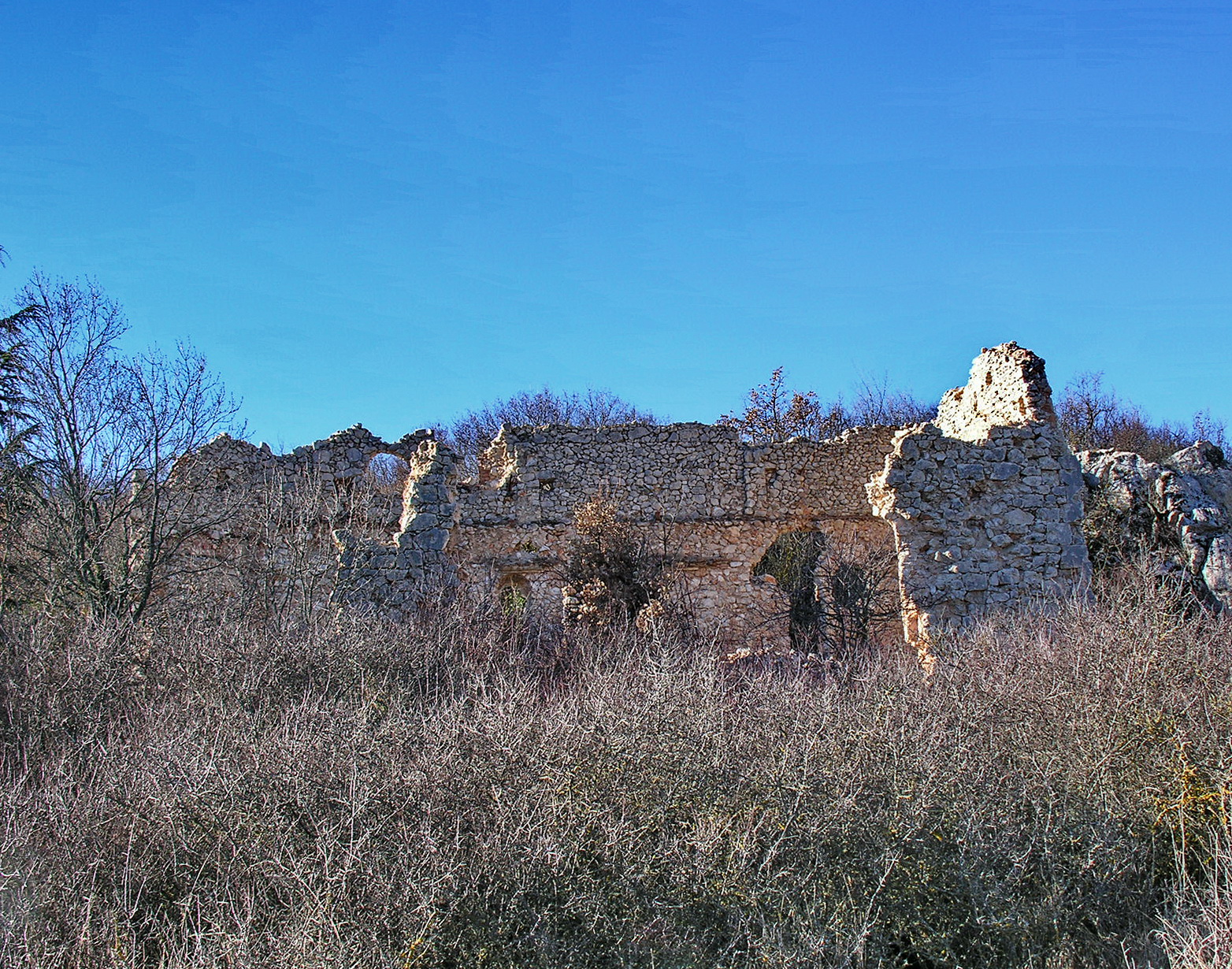
Ruines de la chapelle de la Barre, Petit Plan de Canjuers.

##### Saint-Jacques, de Saint-Bayon
Autre édifice proche, dédié à saint Joseph.

##### La Barre
Chapelle très délabrée.

##### Oratoires
Les oratoires jalonnaient les itinéraires de pèlerinage : ils étaient en général au nombre de douze par itinéraire. À Bauduen, pour mémoire, ce sont douze oratoires qui ont été engloutis dans le lac de barrage de Sainte-Croix en 1975,.

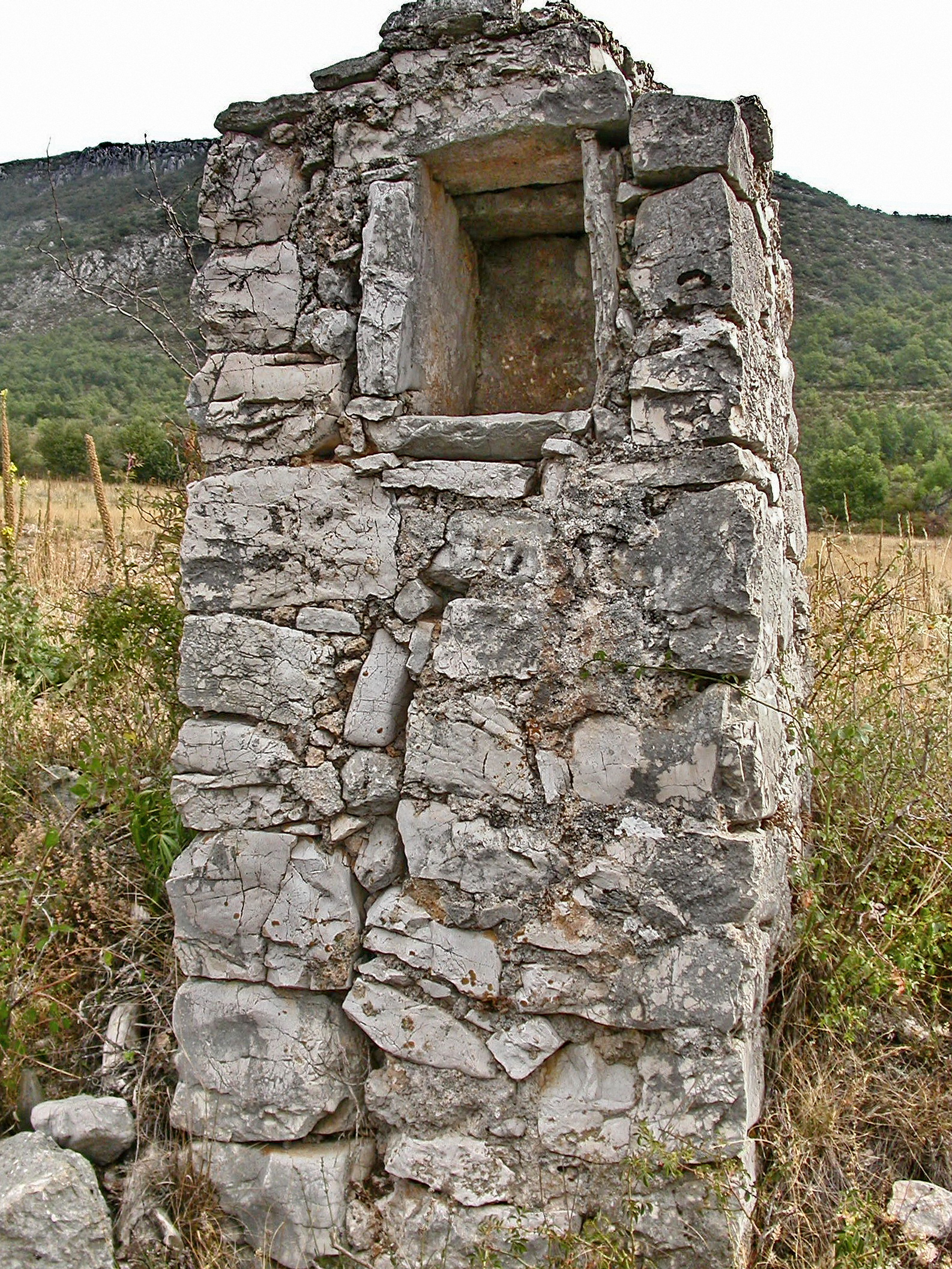
Oratoire du Pénécaire.
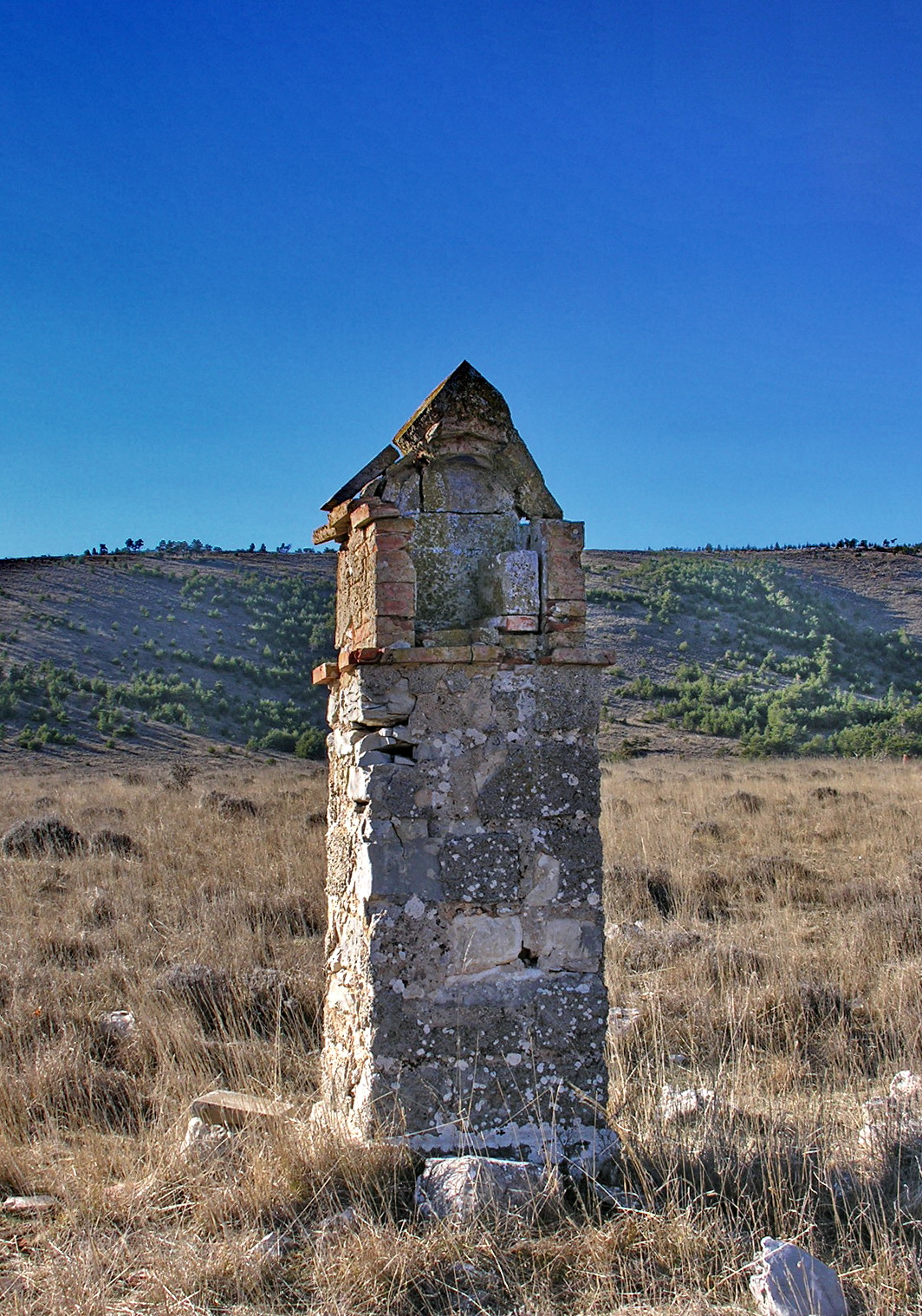
Oratoire de Saint-Hubert : en 1982, statuette encore présente derrière une grille.
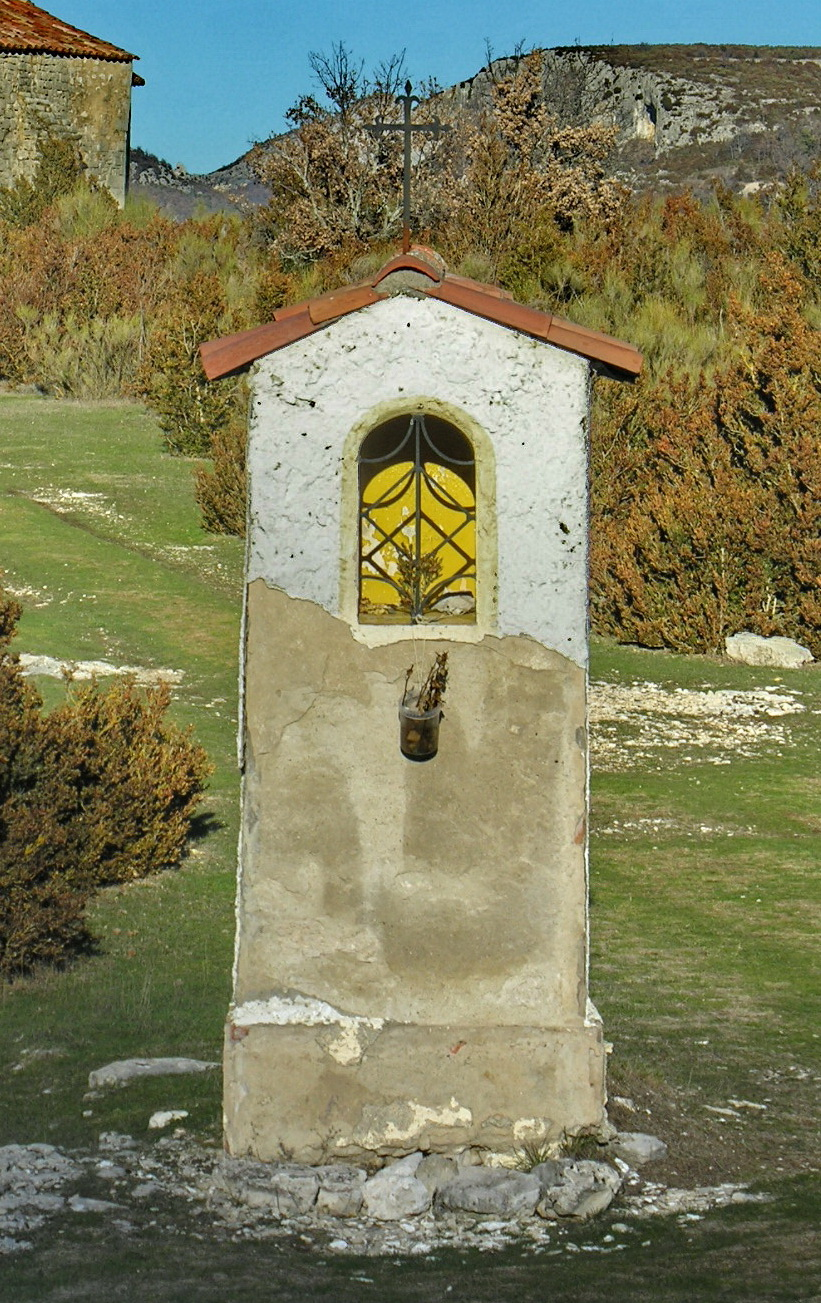
Oratoire Notre-Dame du Devenset.
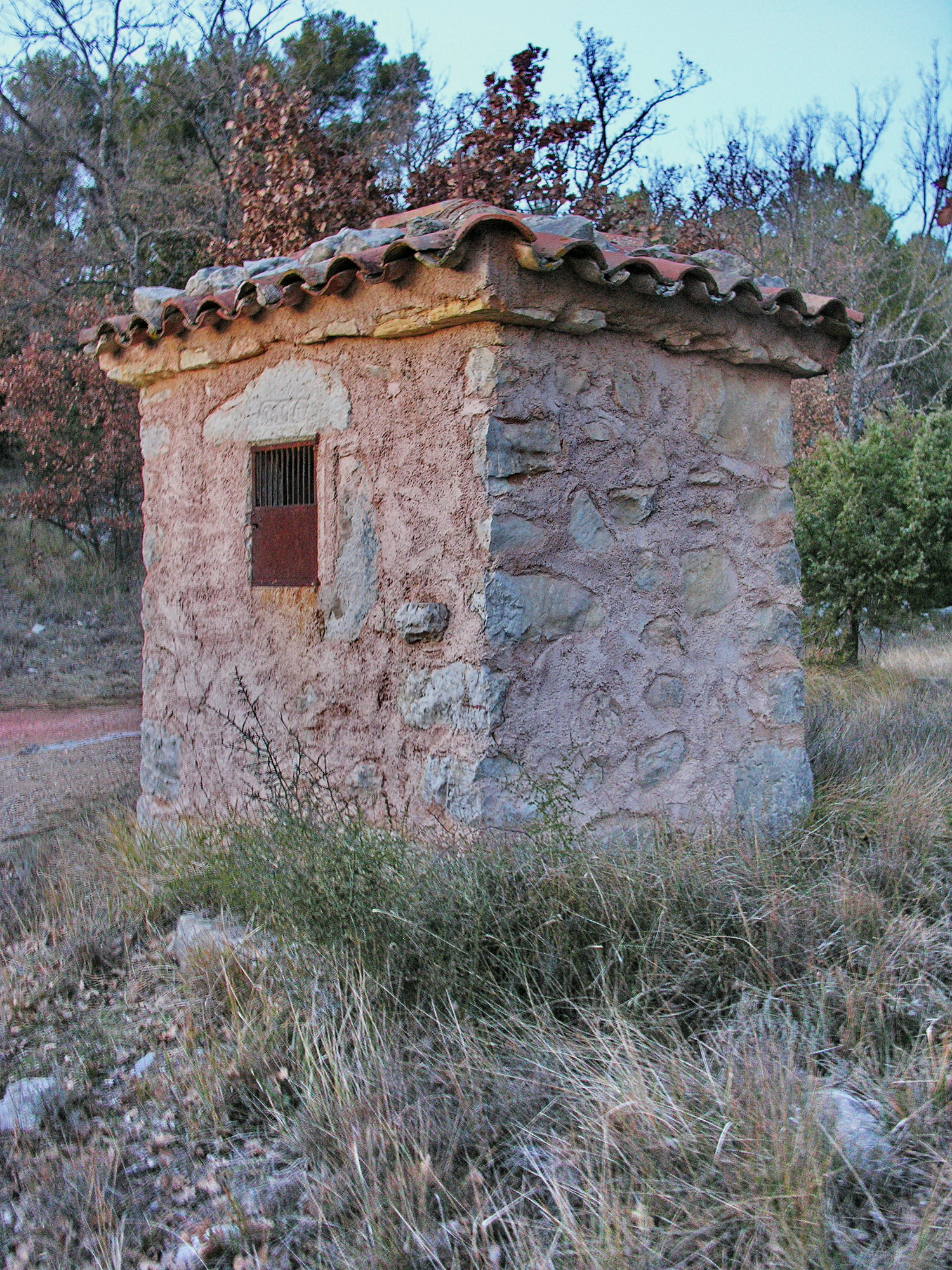
Oratoire de Sainte-Brigitte.
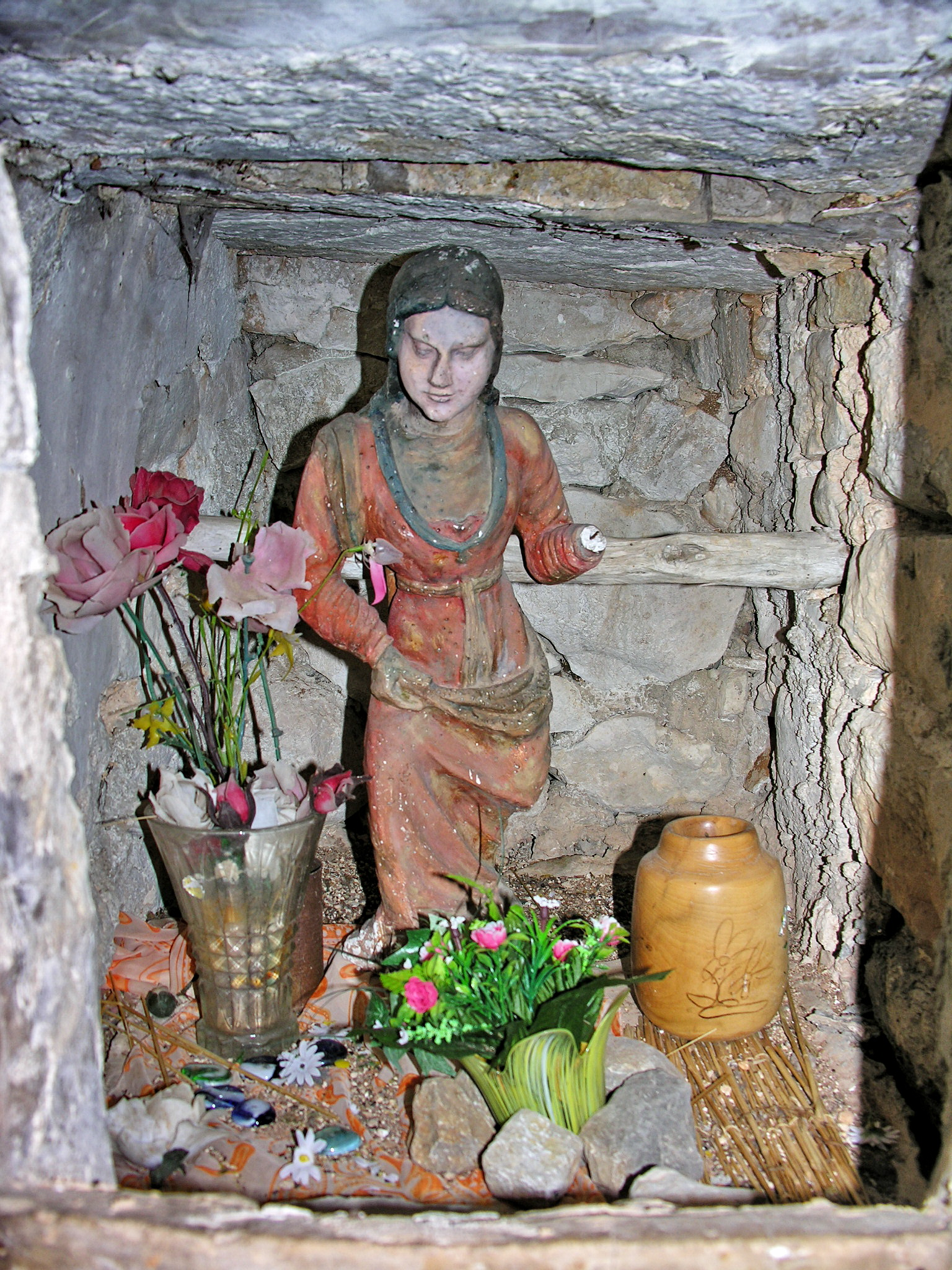
Oratoire de Sainte-Brigitte : statue originale à la chapelle de l'Ormeau.
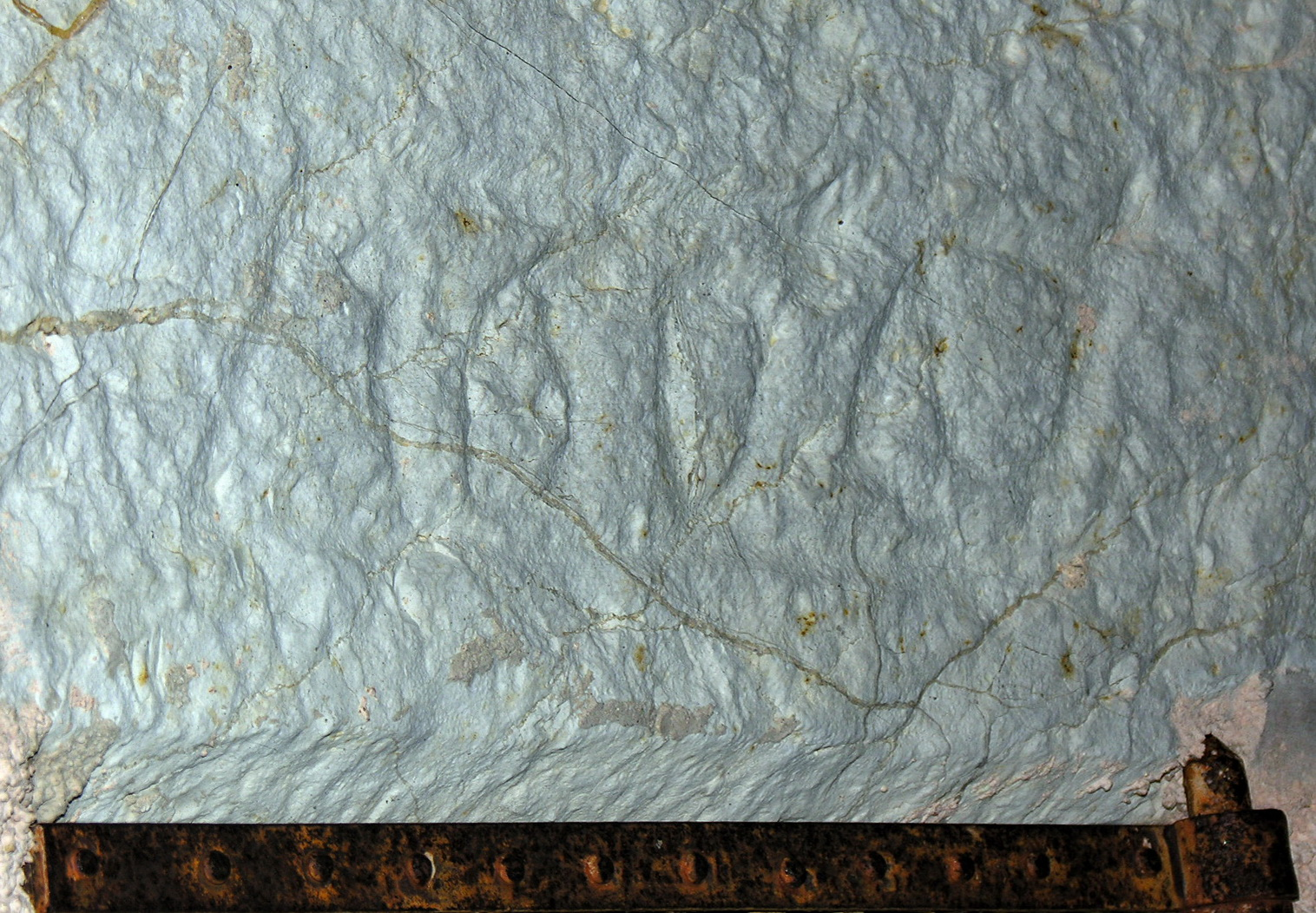
Oratoire de Sainte-Brigitte : linteau daté de 1604.

#### Bastides
Les bastides étaient de grandes fermes permettant de vivre en autarcie dans ces lieux arides, elles disposaient au moins d'un puits ou d'une citerne et d'un four à pain. On en dénombrait trente-deux, certaines sont encore utilisées temporairement par les bergers ou chasseurs. Leur nom persiste sous forme de toponyme.
À la bastide de la Médecine, à l'ouest du Grand-Plan, la mère Bousquet, une guérisseuse officiait. On y glisse encore des pièces nuitamment pour conjurer le mauvais sort.

#### Fermes
On dénombre quarante-cinq fermes (bastides de moindre importance) plus ou moins ruinées, certaines sont  réutilisées plus ou moins temporairement.
- Le Villars.

#### Constructions en pierre sèche
Le camp de Canjuers est un remarquable conservatoire des constructions en pierre sèche dans le Var.

##### Aiguiers et citernes
Les aiguiers sont des constructions dont le toit, fait de pierres mises sur chant, recouvre une citerne. Leur fonction était double : récupération de l'eau de pluie et conservation de cette dernière dans la citerne.
Traditionnellement, les aiguiers étaient recouverts de glaïeuls pour protéger le toit du soleil. Dans le cas présent, il existe de nombreux remaniements : les pierres ont été hourdées, le toit a été couvert de briques.

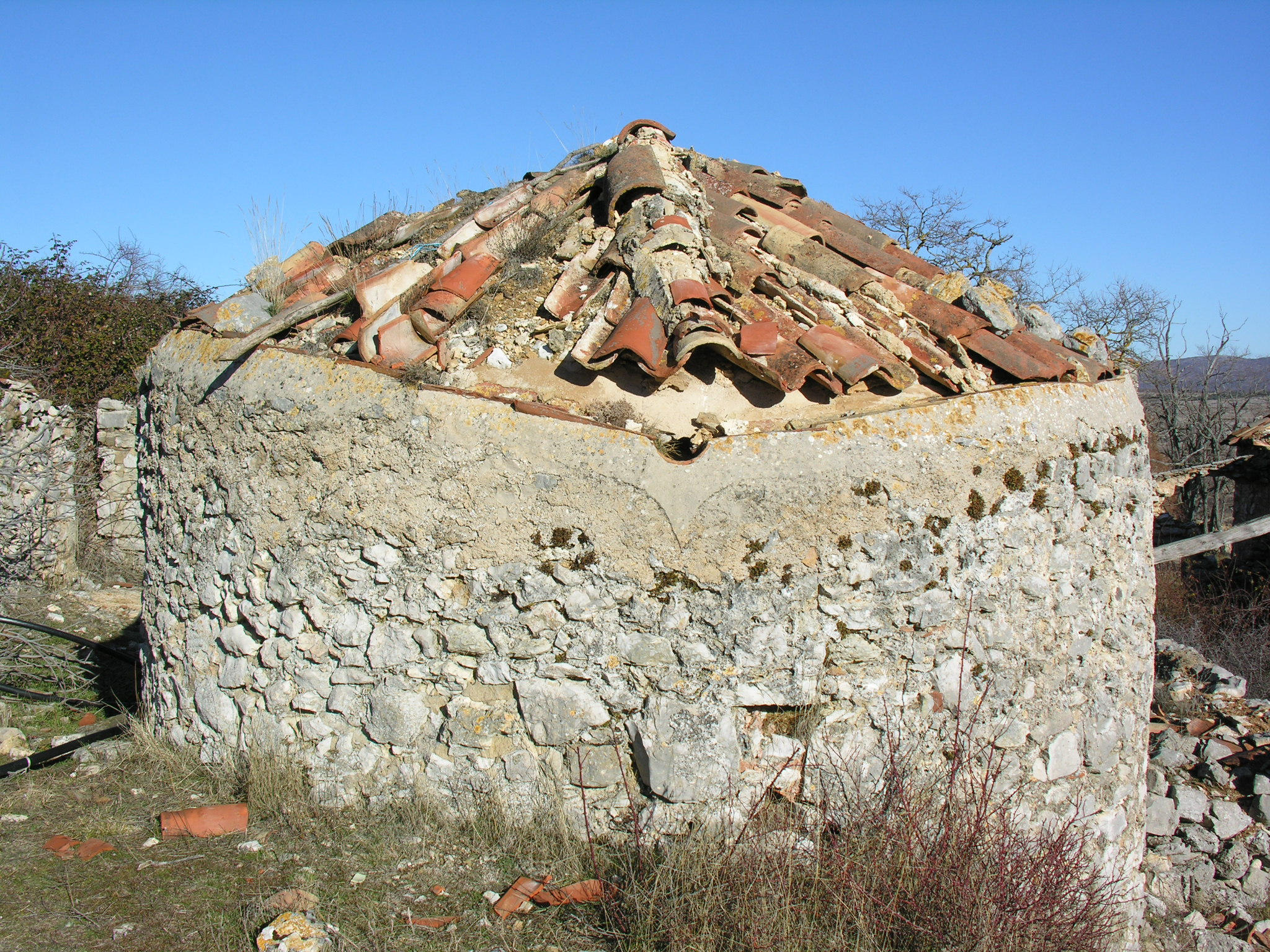
Ancien Aiguier transformé en citerne avec système de récupération de l'eau du toit.
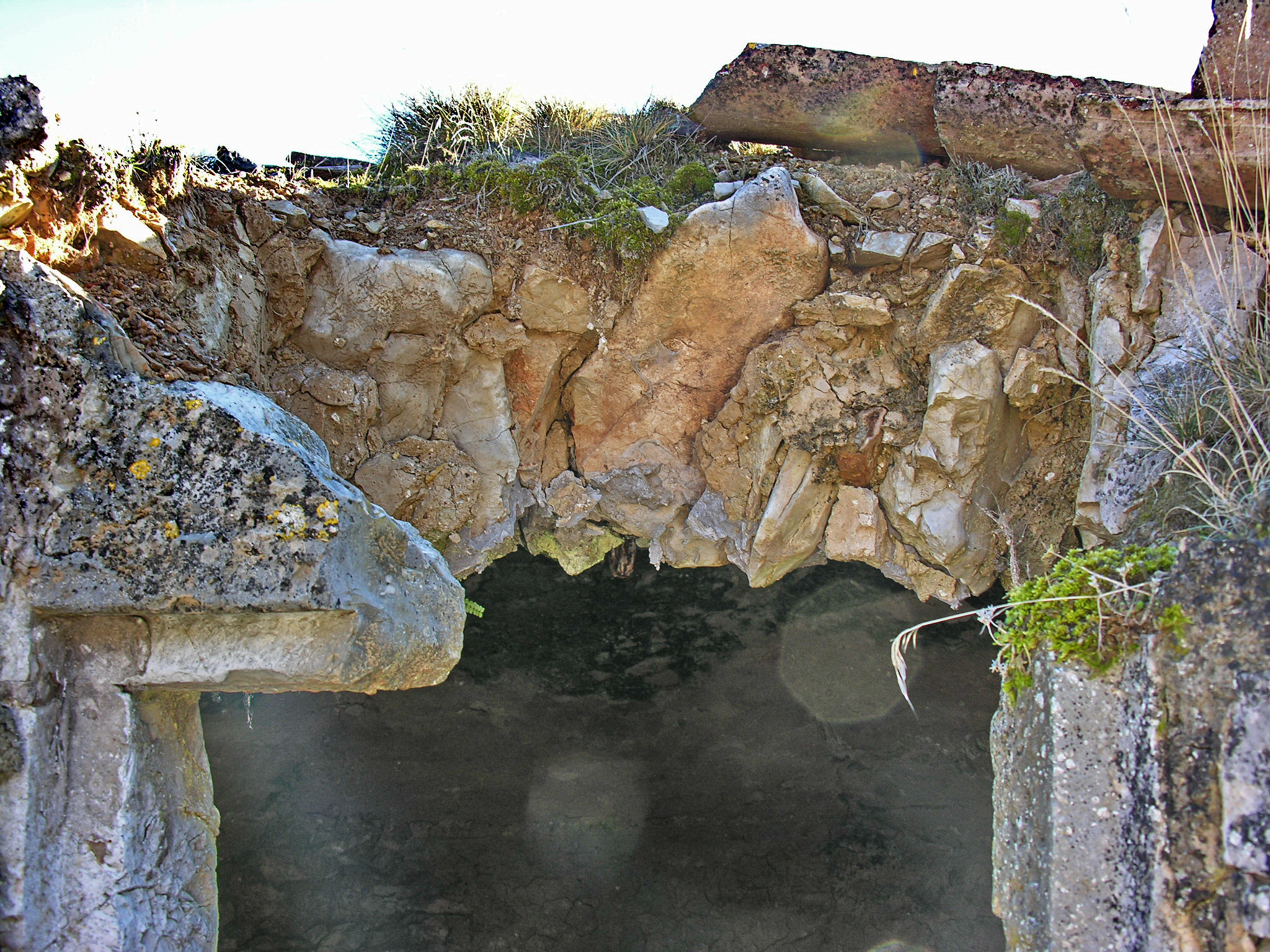
Noter les pierres disposées de chant sous le toit refait.
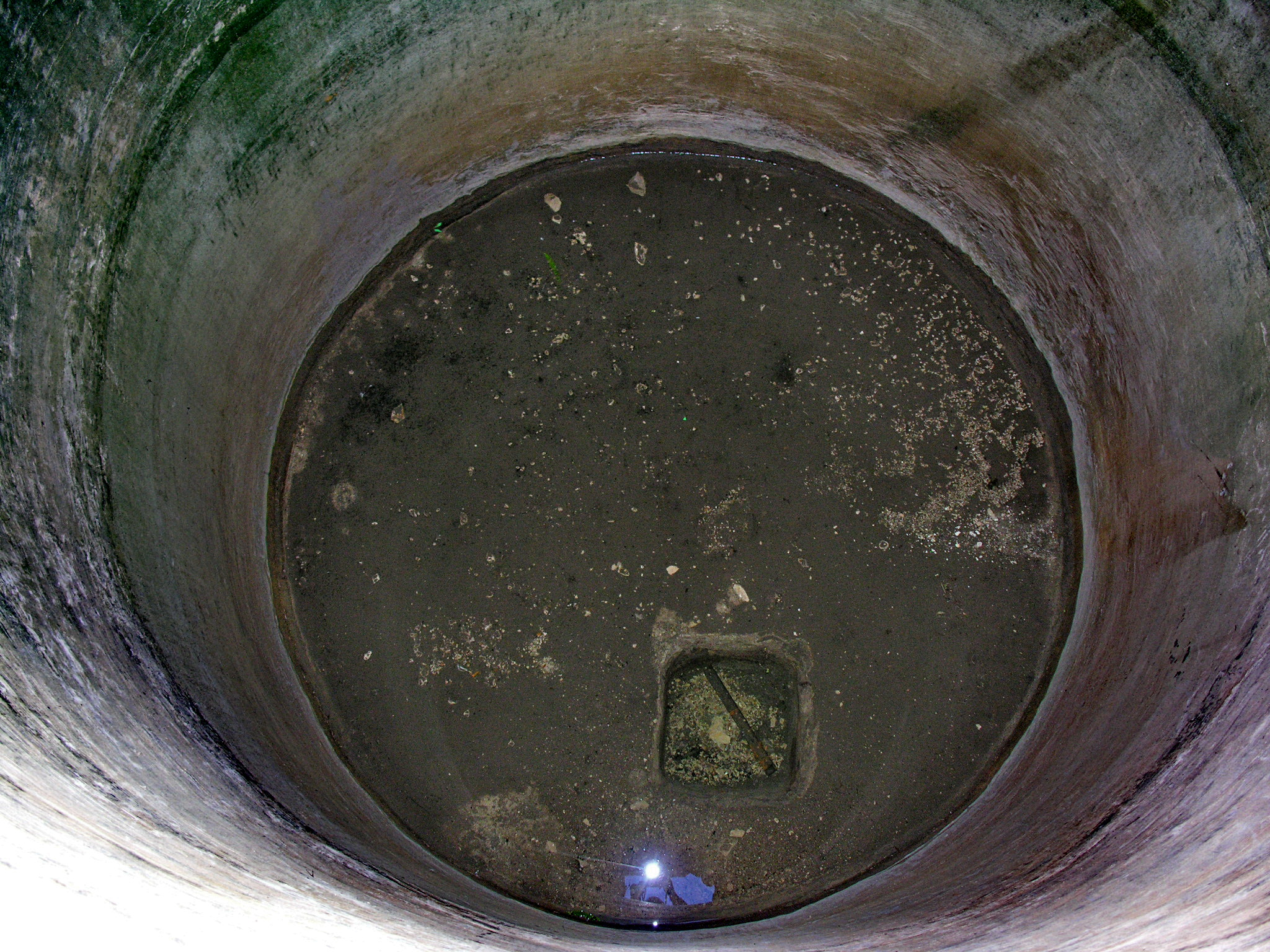
Citerne à proprement parler.

##### Puits couverts

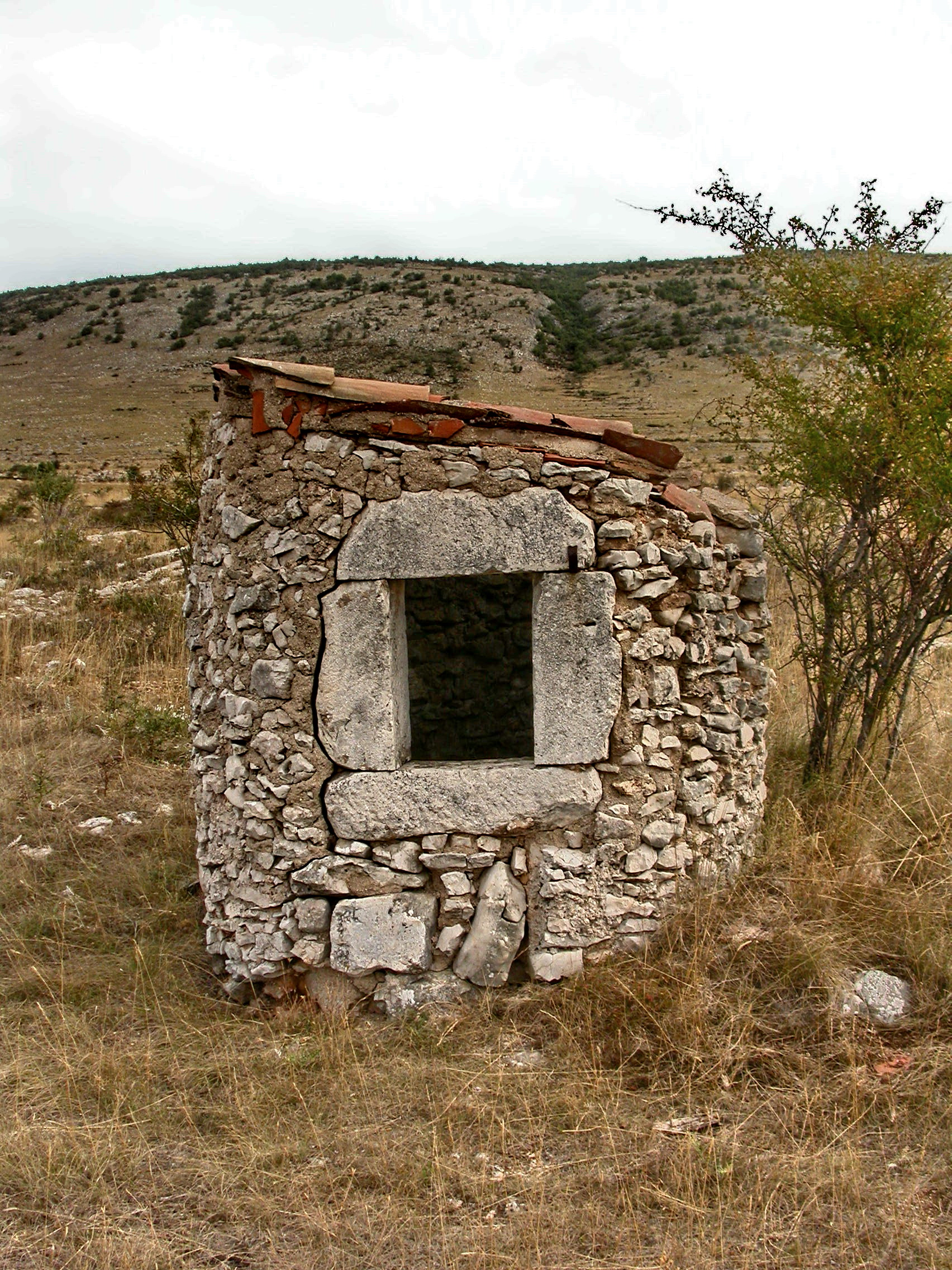
Puits couvert Basset.
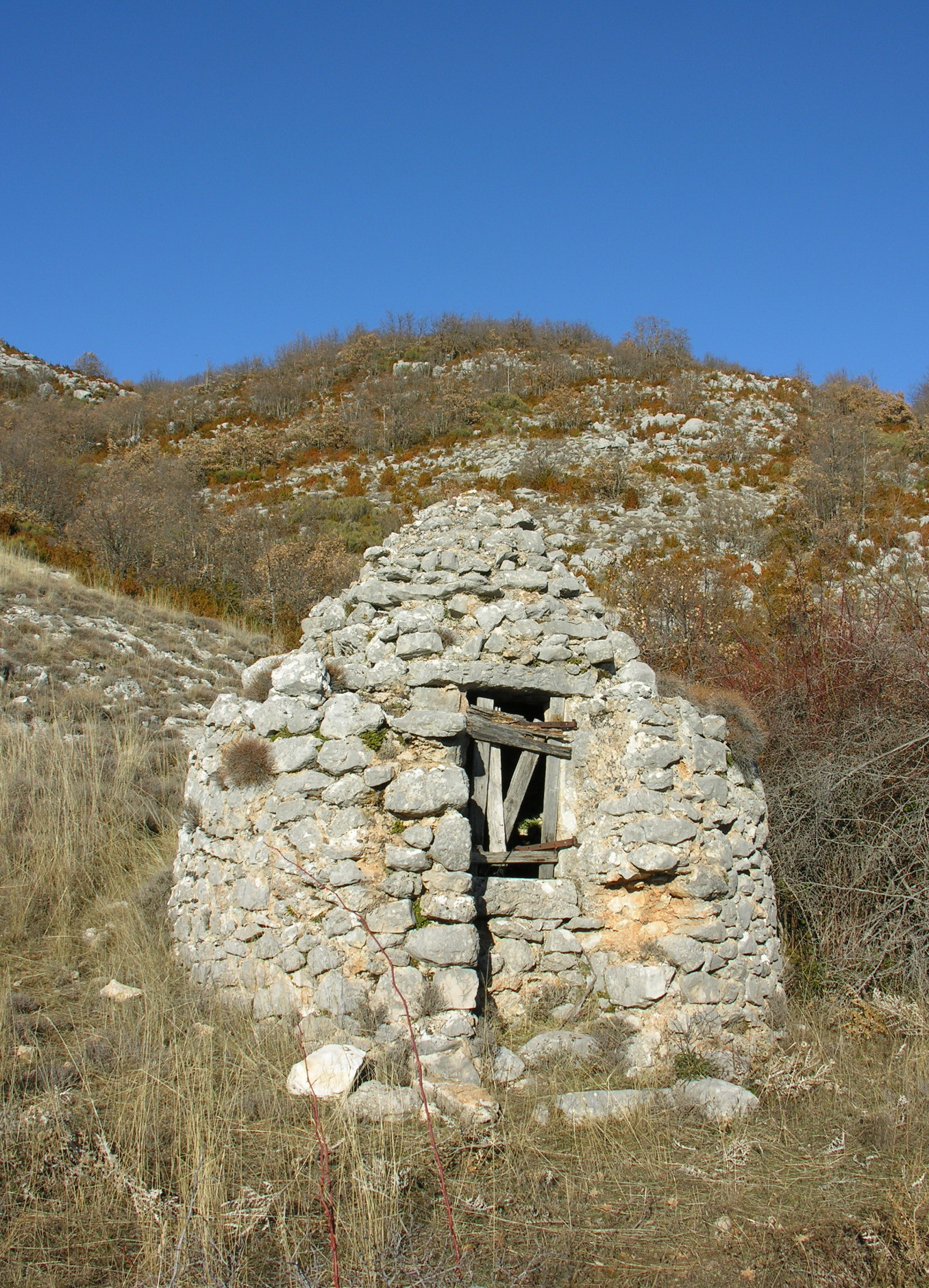
Puits couvert des « Anges ».
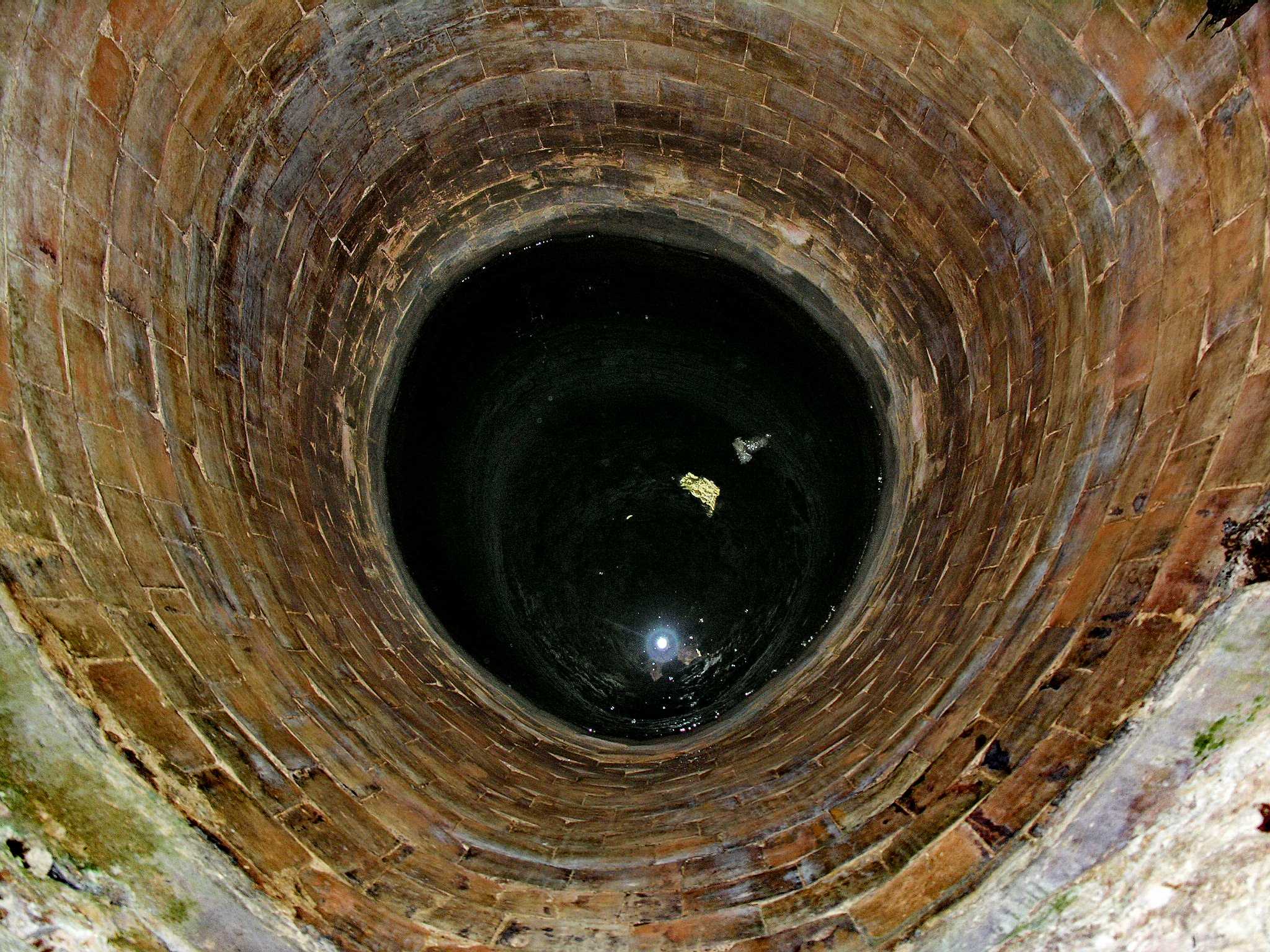
Puits des « Anges ».

##### Glacières

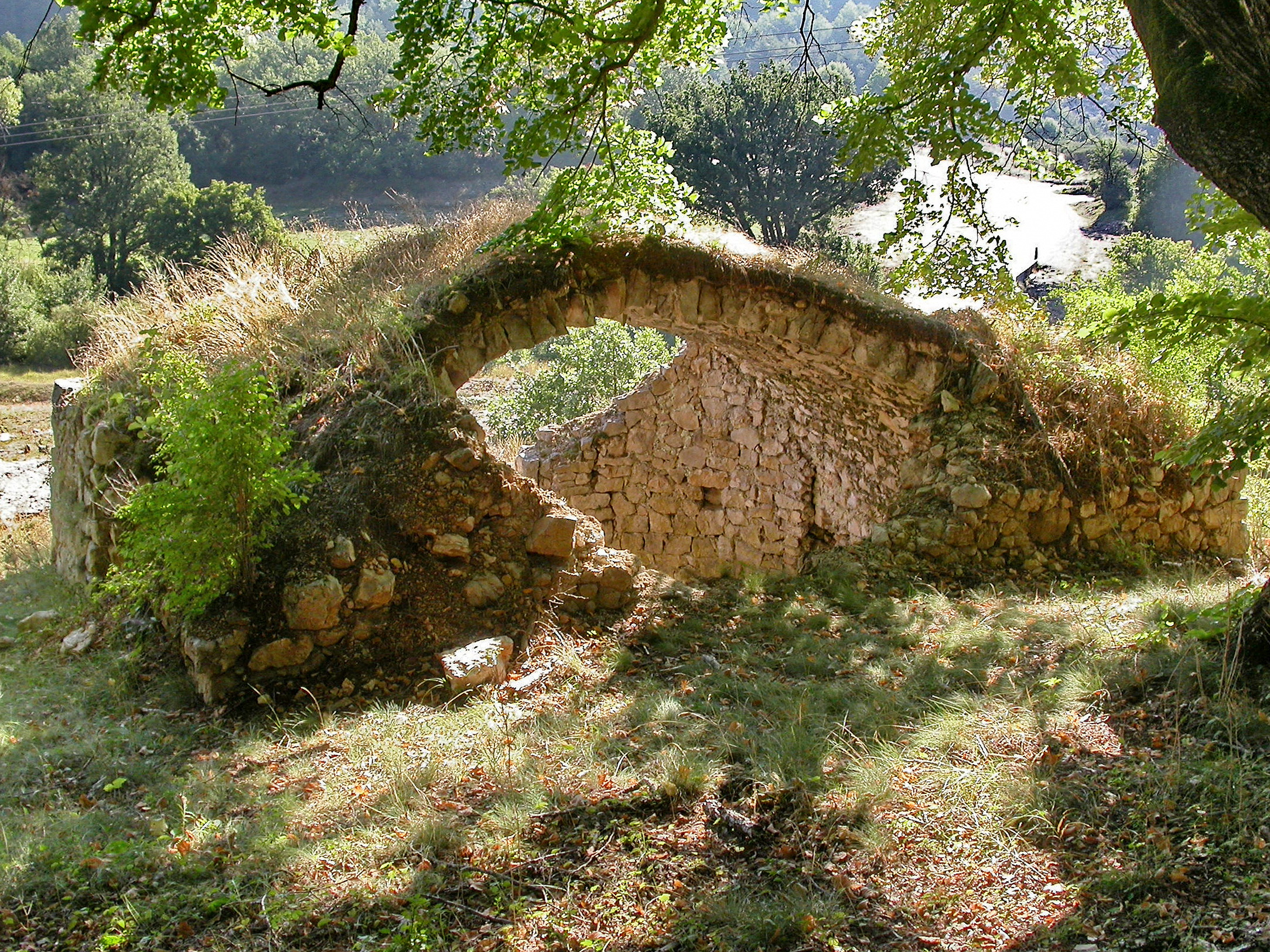
Glacière de l'Artuby.
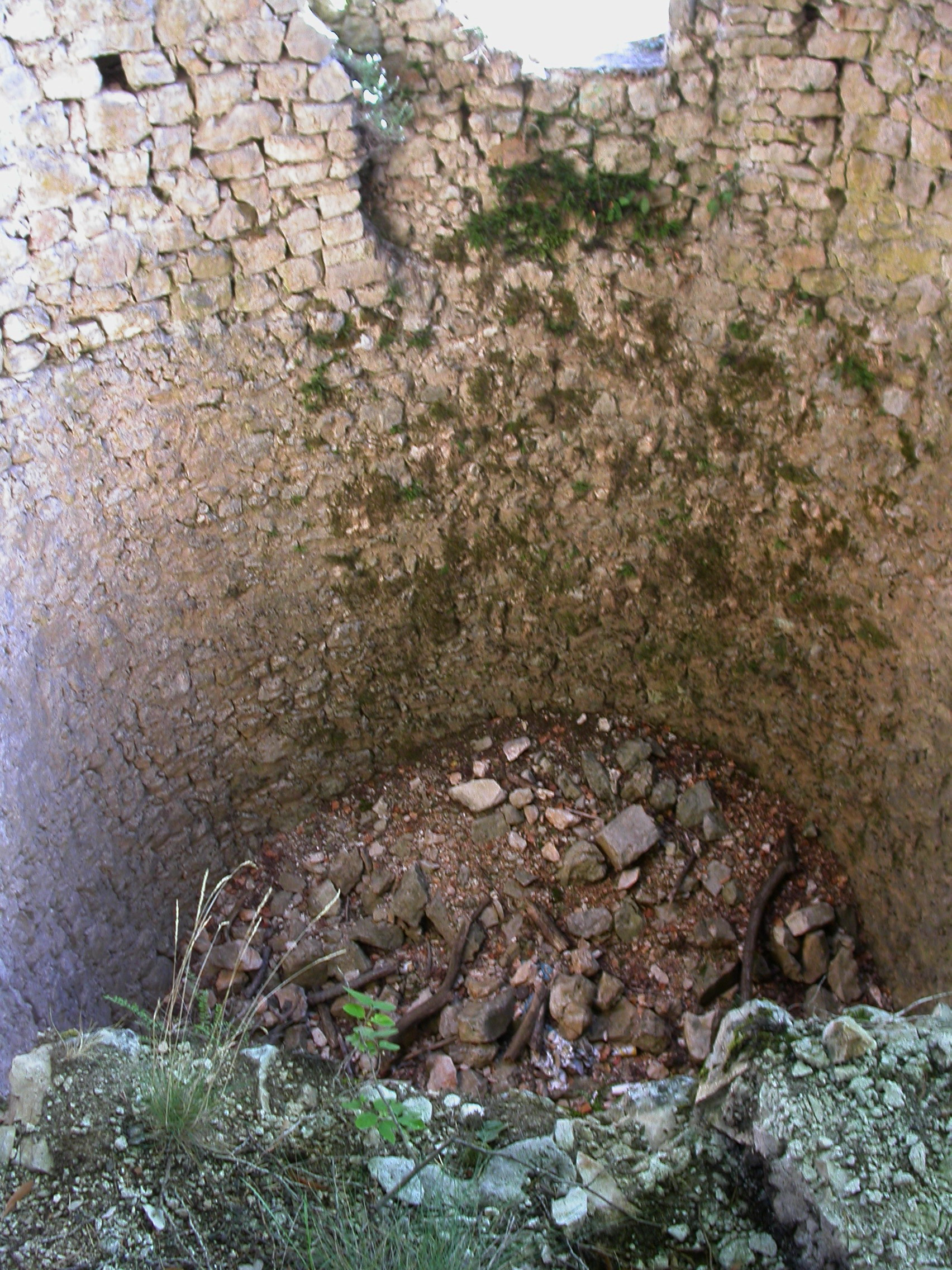
Puits intérieur de la glacière.
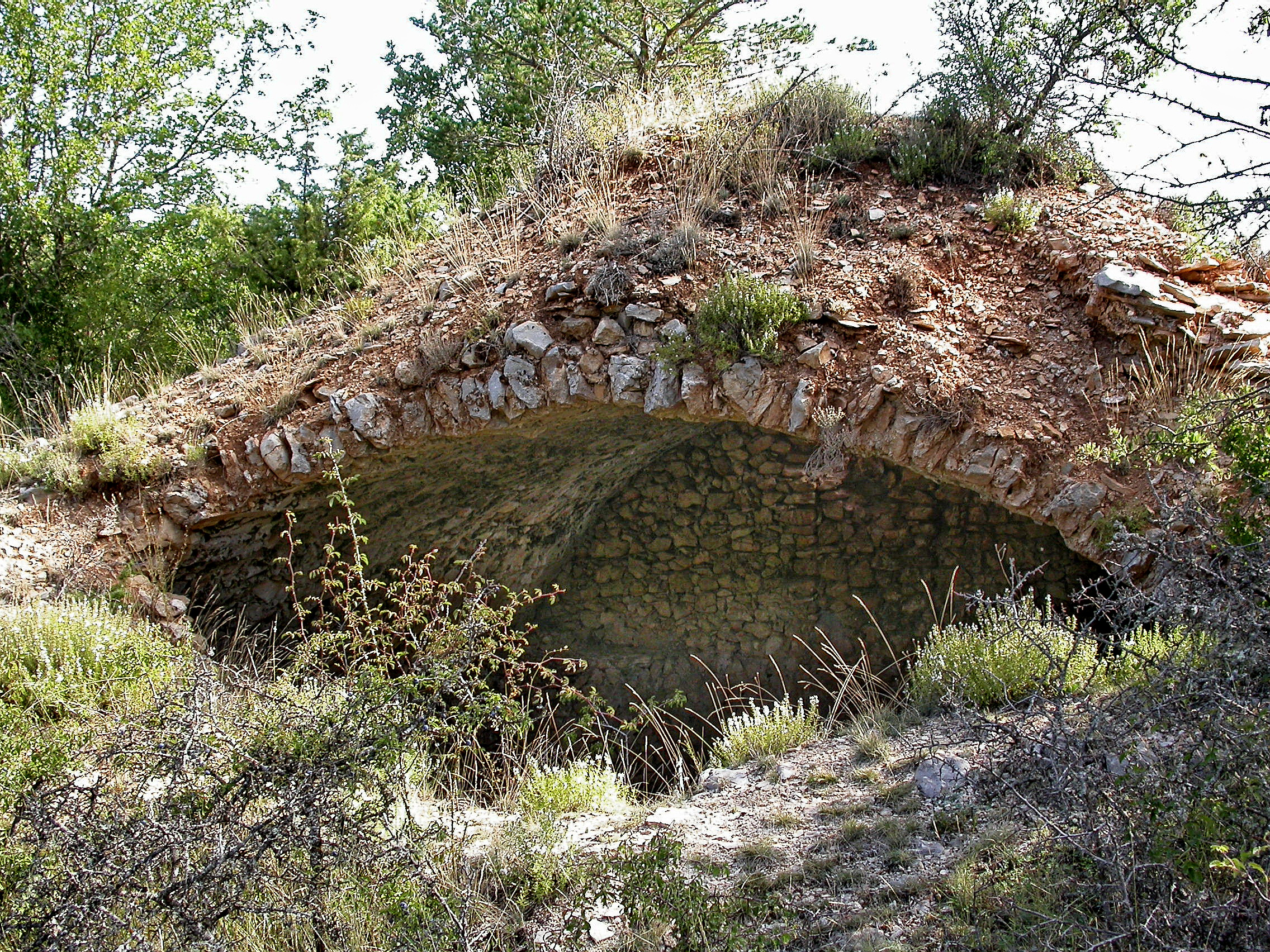
Glacière de la Grangue.

##### Aires de battage
Les aires de battage étaient des surfaces encaladées (dallées de pierres sur champ) destinées au battage du grain.
- Lagne.
- Bastide du bois de Gourdon.

## Patrimoine naturel
Son sol et son sous-sol marqués par les colonisations humaines et animales les plus lointaines n'ont pas fini de livrer leurs richesses aux scientifiques. Le respect des normes et des règlements imposés par les ministères, la coopération étroite avec l'ONF et les chercheurs, la présence d'une société de chasse préservent l'environnement des atteintes de la vie moderne.

### Fossiles
- Font de Marcel,
- La Grange,
- Jas de Dérinde,
- Le Malay,
- Roucasson… : ammonites, bélemnites, criocères[28],[29],[30],[31],[32].

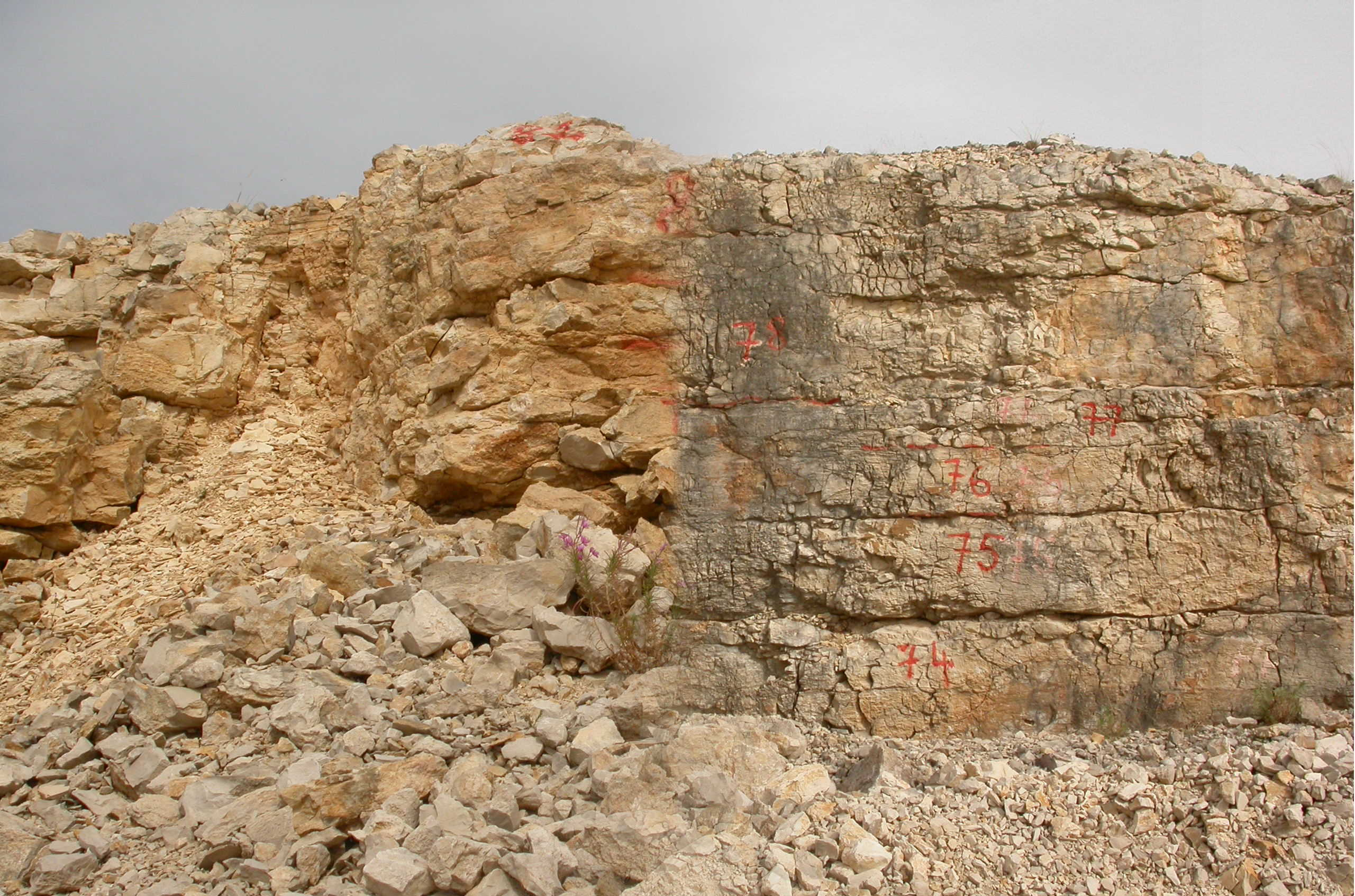
Carrière de Comboutaire.
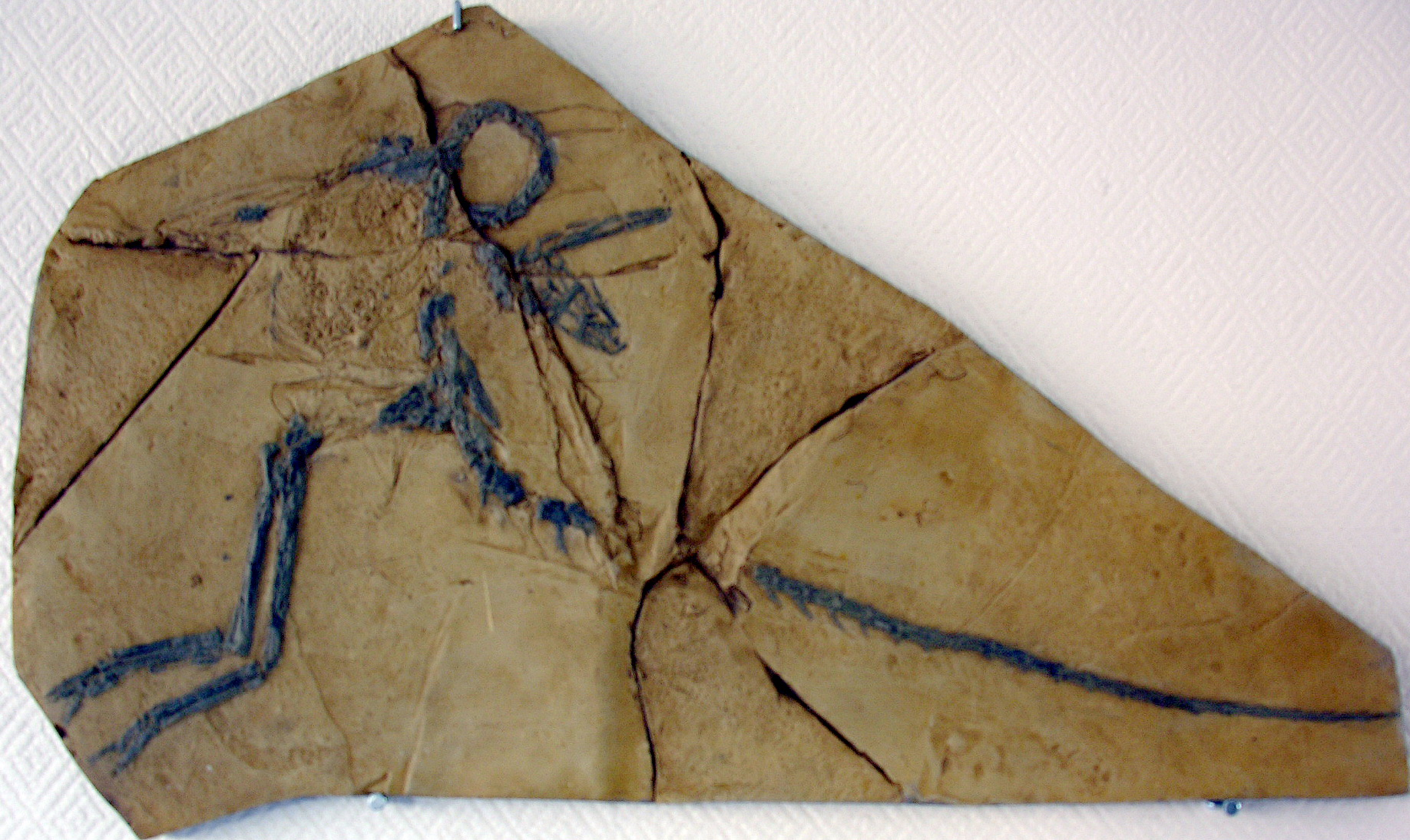
Le « Compsognathus » : le plus petit dinosaure retrouvé à ce jour.
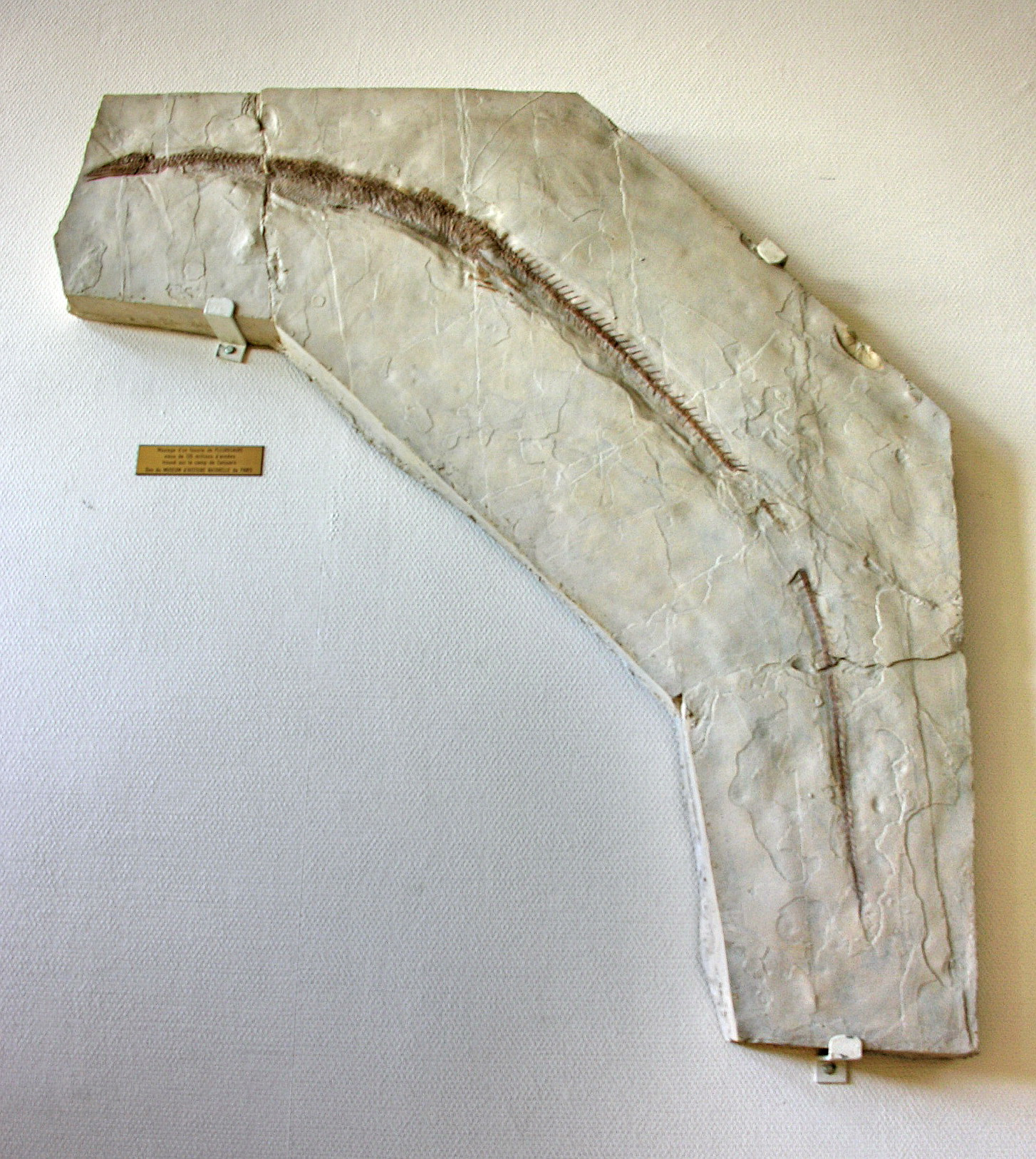
Fossile.

### Grottes, avens, dolines, pertes et résurgences
Il existe un très grand nombre de « trous » sur le camp de Canjuers, le plus souvent des avens (soixante), dont plusieurs présentent un intérêt archéologique ou anthropologique. Ils représentent cependant un réel danger pour les chars.

Les résurgences, elles, sont dispersées tout autour du plateau, souvent hors du camp,.
- Aven du col d'Aïsse
- Grand aven (-285 mètres)
- Trou des Corneilles
- Aven de la forêt de Daou
- Aven du Clos de Fayoun
- Aven Mariat
- Aven de la Nouguière
- Aven du plande l'Ormeau
- Aven de Roumégas
- Aven de Sardon Hiesse

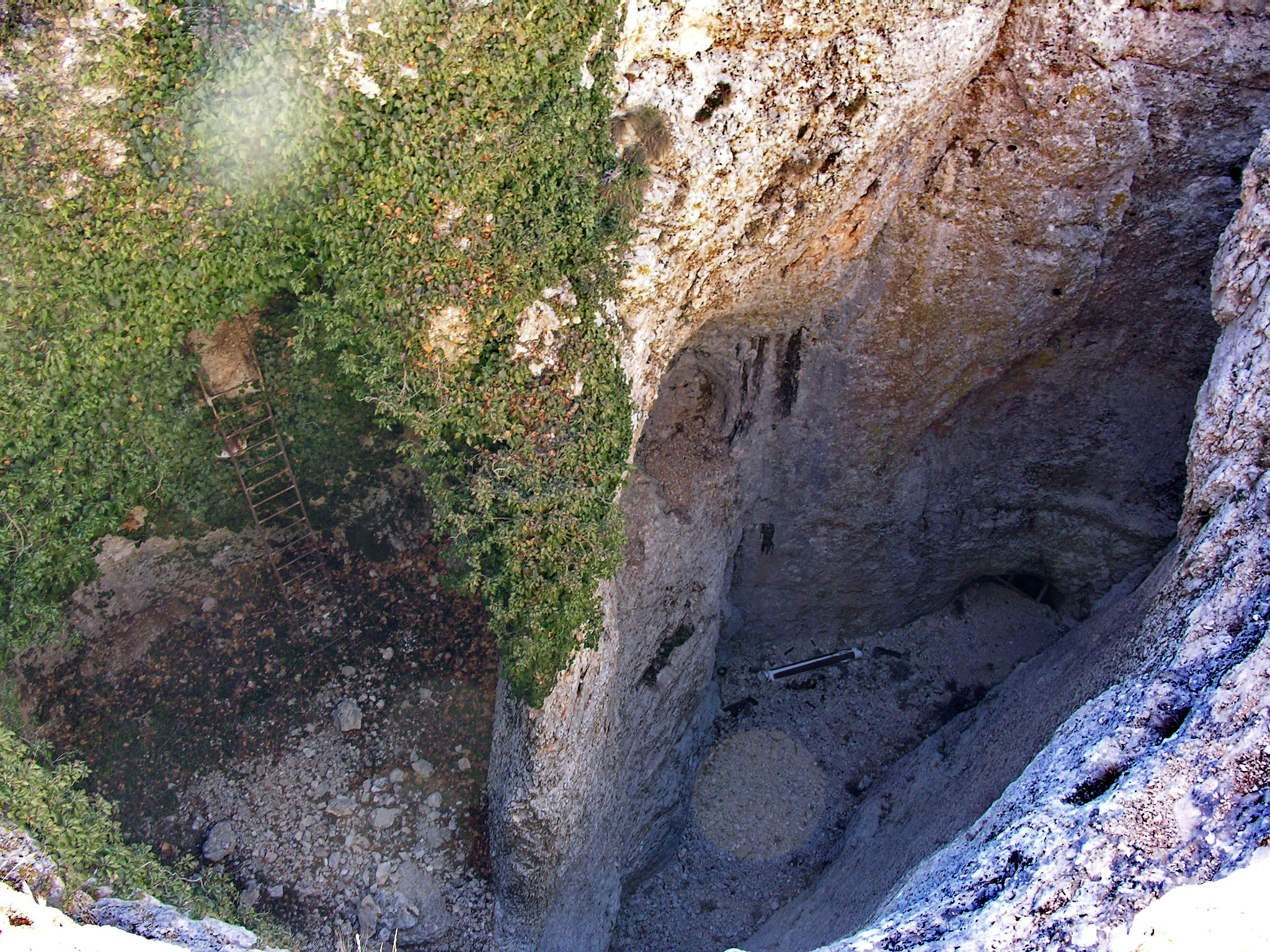
Grand Aven du Grand Plan.
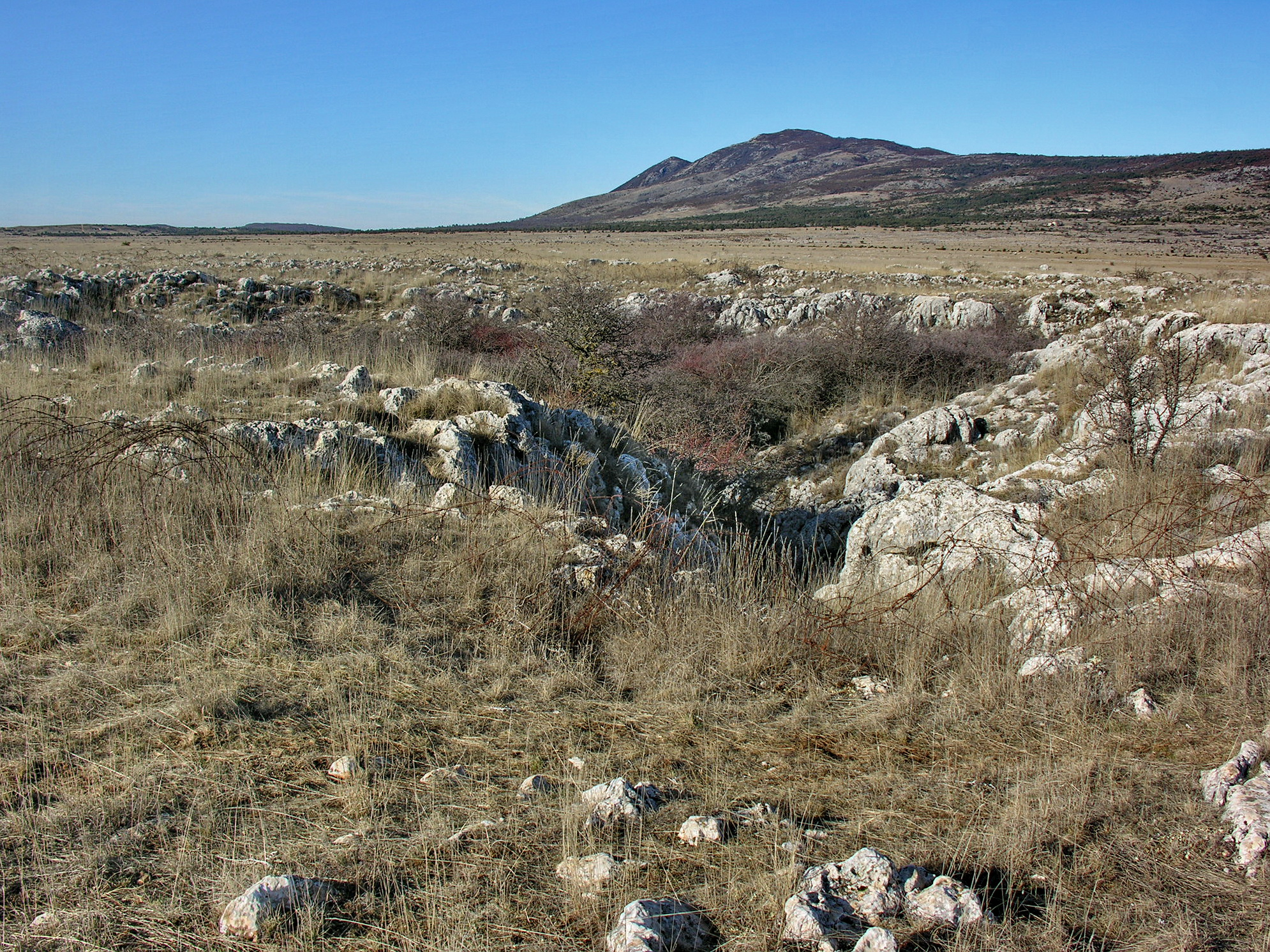
Aven de la Grande Nouguière, sur le Grand Plan.
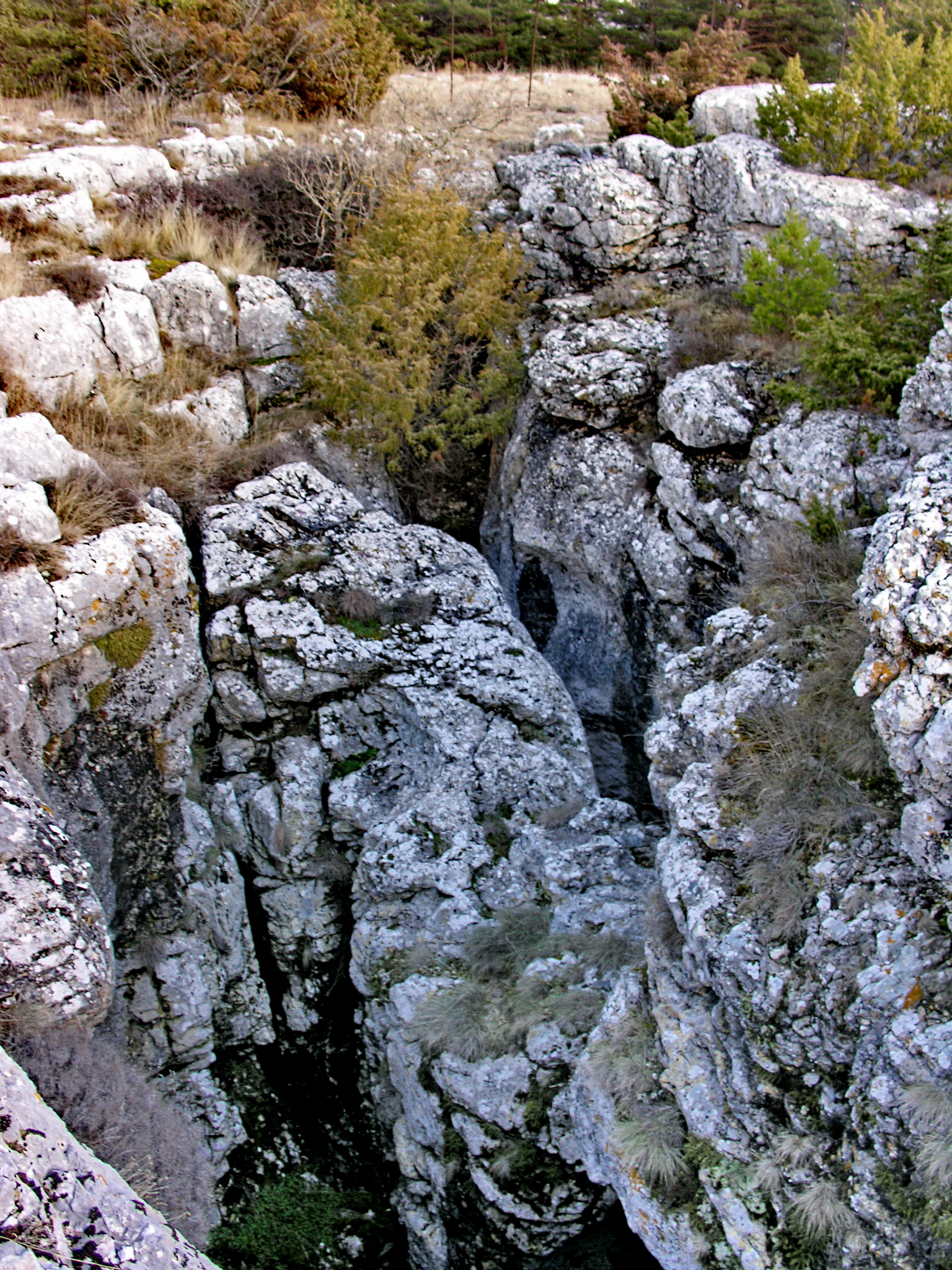
Aven du Villars.

### Flore

#### Cultures
- Lavande : un hectare de culture produisait cinq tonnes de lavande, soit 3 250 000 FRF (avant la création du camp)[35],[36].
- Truffes (rabasses) : voir Mons

### Faune

#### Abeilles
Avant l'établissement du camp, la région produisait 150 tonnes de miel et 20 tonnes de cire.

#### Chiroptères
[Lesquels ?]Chiroptères,,

#### Coléoptères
- 175 espèces de coléoptères[41],[42] dénombrées,

#### Lépidoptères
- 152 espèces de lépidoptères

#### Ophidiens
- Vipère d'Orsini, très rare et très protégée[43].

#### Oiseaux
- 100 espèces d'oiseaux nicheurs dénombrées.

#### Chasse
Elle est limitée aux chasseurs résidant dans les communes constituantes ou limitrophes.